# Galápagos
Le Galápagos (o Galapagos, nella grafia italiana; pron. [ɡaˈlapaɡos]), note anche come Arcipelago di Colombo, Arcipelago dell'Ecuador o Arcipelago di Colón, sono un arcipelago di isole vulcaniche (18 isole principali) situate nell'Oceano Pacifico, a circa 1.000 chilometri dalla costa occidentale dell'Ecuador, appartenente politicamente all'Ecuador, distribuite a nord e a sud dell'equatore, che attraversa la parte settentrionale dell'isola più grande, Isabela; le più vecchie geologicamente datano circa 4 milioni di anni, mentre le più giovani sono ancora in via di formazione.
L'arcipelago è infatti considerato una delle zone "vulcaniche" più attive della Terra. Il relativo isolamento dovuto alla distanza dal continente e l'ampia varietà di climi e di habitat dovuta alle correnti marine della zona hanno portato all'evoluzione di numerose specie endemiche di animali e vegetali, dalla cui osservazione Charles Darwin ha tratto ispirazione per la formulazione della teoria dell'evoluzione. Il suo celebre L'origine delle specie contiene numerosissimi riferimenti ai propri studi sulle specie endemiche delle Galápagos.

## Isole principali

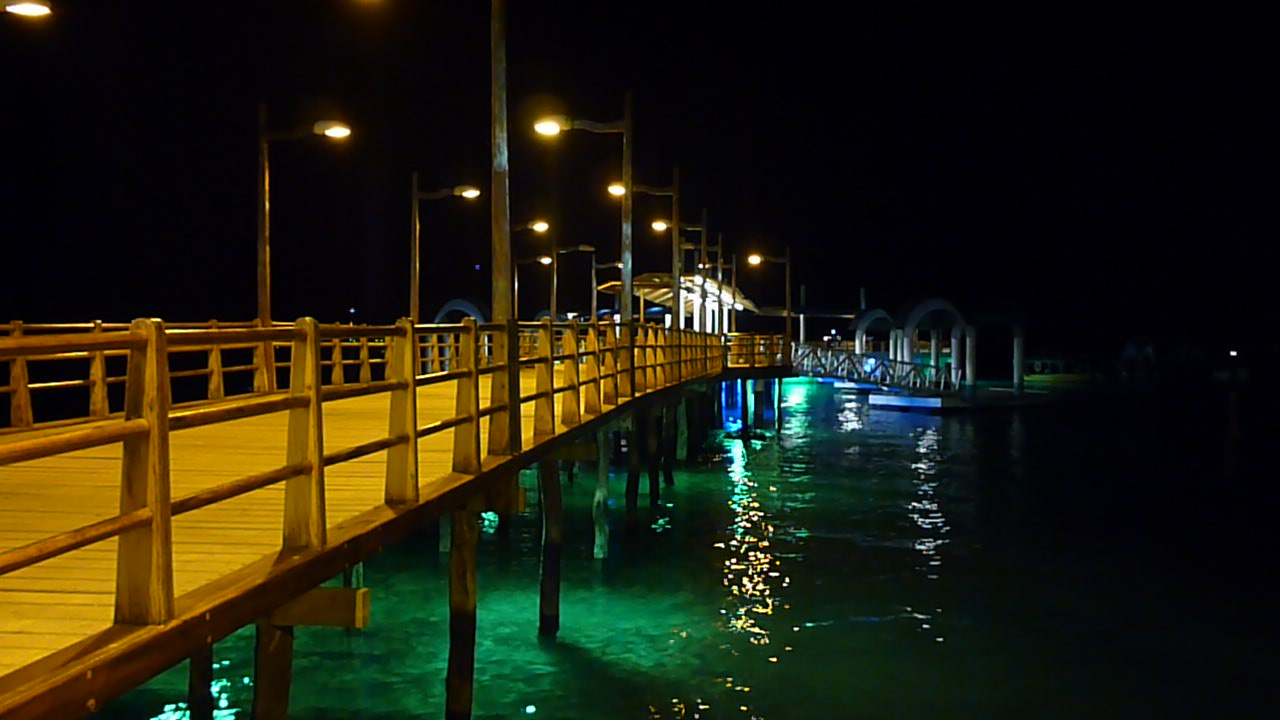
Puerto Ayora isola Santa Cruz, Galápagos. Foto di Alvaro Sevilla Design

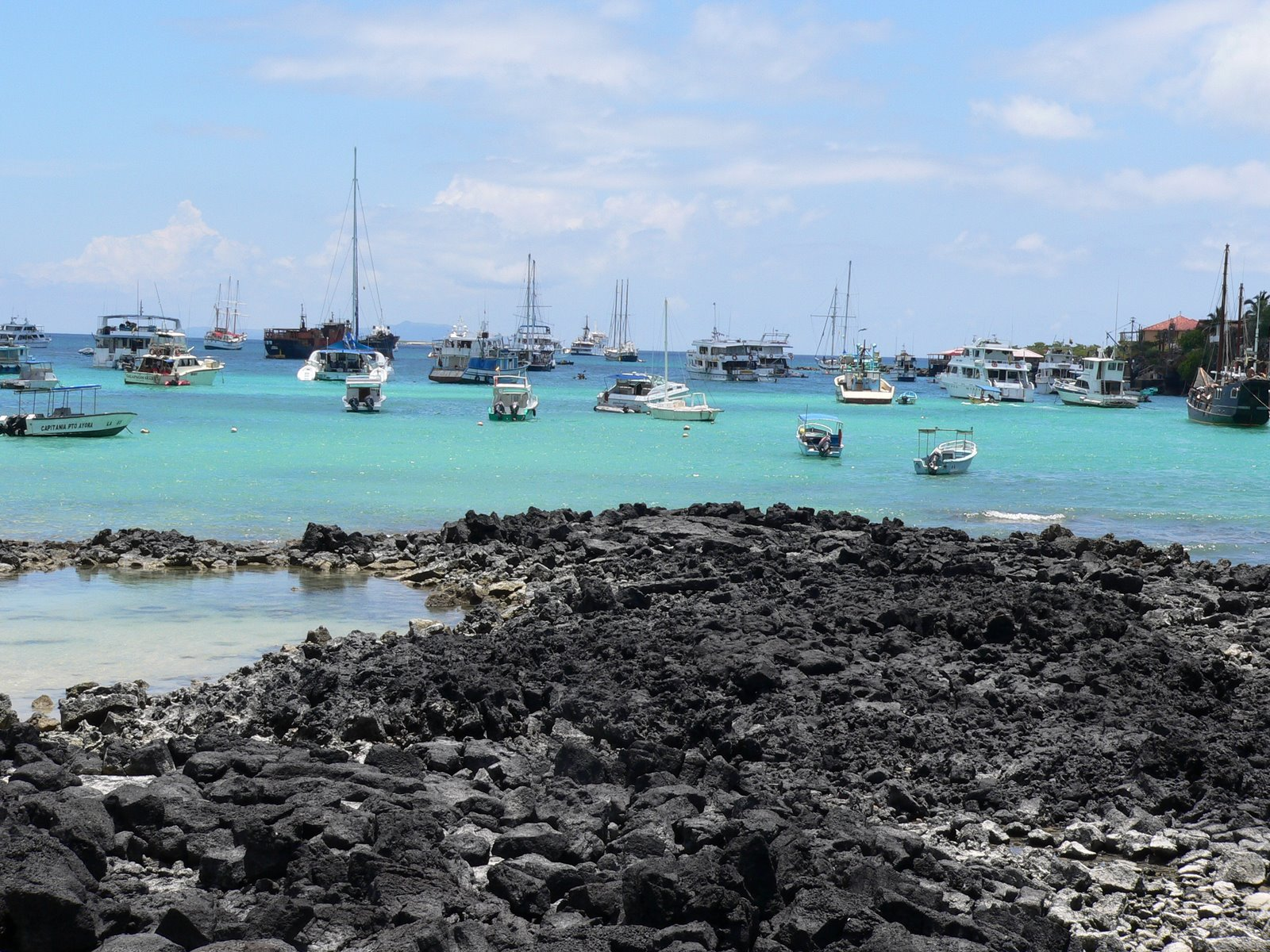
Puerto Ayora, isla Santa Cruz, Galápagos

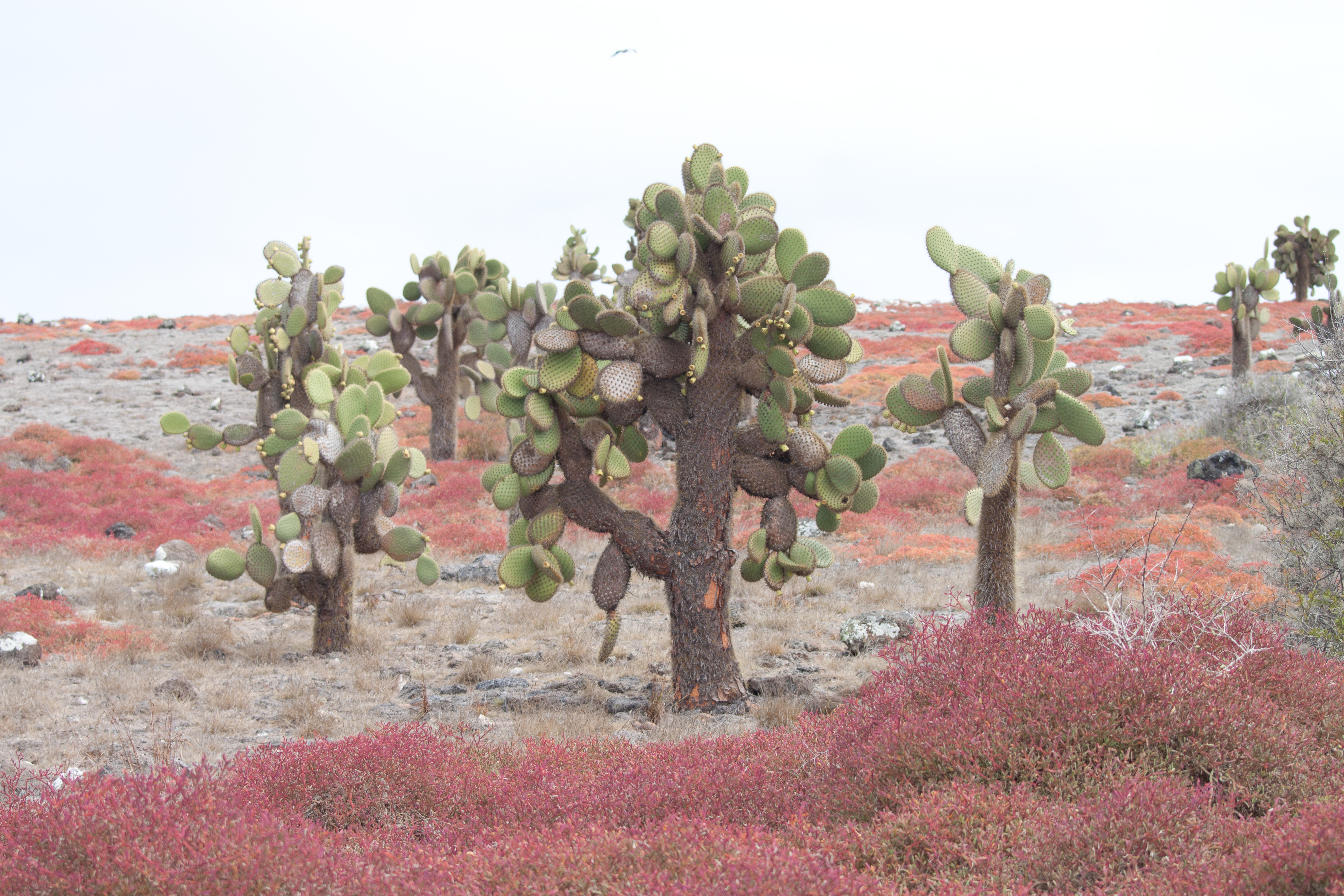
Cactus giganti a Santa Fe.

L'arcipelago è stato conosciuto con molti nomi diversi; per esempio, per qualche tempo le Galápagos furono note come "isole incantate" (Las Islas Encantadas) per via delle difficoltà di navigazione dovute alle forti e mutevoli correnti marine. I nomi delle singole isole hanno avuto una storia ancora più complessa, e oggi quasi tutte le isole dell'arcipelago dispongono di almeno tre nomi.
Una prima mappa approssimativa dell'arcipelago fu fatta dal bucaniere Ambrose Cowley nel 1684; Cowley battezzò le isole con nomi di suoi compagni pirati e di alcuni nobili inglesi che ne sostenevano economicamente le scorrerie. I navigatori spagnoli battezzarono le isole in modo indipendente, e su molte carte nautiche, fino a gran parte del XIX secolo, per ogni isola erano segnati sia il nome inglese sia quello spagnolo. Nel 1892, il governo dell'Ecuador ribattezzò ogni isola ex novo.
- San Cristóbal (Chatham): intitolata a San Cristoforo, patrono dei marinai, nella versione spagnola e al conte Chatham in quella inglese, ha una superficie di 558 km². Il suo punto di massima altitudine è a 730 metri sul livello del mare. L'isola ospita colonie di fregate, leoni marini, tartarughe giganti, uccelli tropicali, iguane marine, delfini, sule dalle zampe azzurre e dalle zampe rosse e gabbiani a coda di rondine. La sua vegetazione include la Calandrina galapagos e il Lecocarpus darwinii nonché alberi come il Guaiacum officinale. Il più grande lago d'acqua dolce dell'arcipelago, la Laguna El Junco, è sito nell'altipiano di San Cristóbal. La capitale dell'arcipelago, Puerto Baquerizo Moreno, sorge sull'estremità meridionale dell'isola.
- Española (Hood): in onore della Spagna e di un nobile inglese di nome Hood. Ha un'area di 60 km² e un'altitudine massima di 206 metri sul livello del mare. Española è il luogo dove nidificano gli albatross,[3] i falchi delle Galápagos, i gabbiani a coda di rondine, i passeri, le tortore delle Galápagos e le sule mascherate. È abitata anche da tartarughe marine e giganti, iguane marine, squali e leoni marini. Una colata lavica sulla spiaggia ha creato uno sfiatatoio che proietta l'acqua verso l'alto quando viene colpito dalle onde. È l'isola più meridionale dell'arcipelago, nonché quella che ospita il maggior numero di specie endemiche di fauna.
- Santa Fé (Barrington): intitolata all'omonima città spagnola, ha una superficie di 24 km² e un'altitudine massima di 259 metri sul livello del mare. Santa Fé ospita una foresta di cactus Opuntia e di Palo Santo. Le sue corrugate scogliere offrono riparo a gabbiani a coda di rondine, uccelli tropicali dal becco rosso e procellarie. A Santa Fé vengono spesso avvistate le iguane di terra e le lucertole della lava. L'isola ha una laguna frequentata da tartarughe e acque calme.
- Genovesa (Tower): dal nome della città di Genova. Ha un'area di 14 km² e un'altitudine massima di 76 metri sul livello del mare. Quest'isola è ciò che resta dei bordi di un grande cratere ormai quasi completamente immerso. Il suo soprannome di "isola degli uccelli" è ben meritato: a Darwin Bay si possono osservare fregate, gabbiani a coda forcuta, sule dalle zampe rosse, sterne, gabbiani della lava, uccelli tropicali, colombe, procellarie delle tempeste e fringuelli di Darwin. L'altopiano di prince Philip è un ottimo punto di osservazione per le sule mascherate e dalle zampe rosse. L'isola ospita anche una foresta di Palo Santo.
- Floreana (Charles o Santa María): prende il nome da Juan José Flores, il primo presidente dell'Ecuador, durante la cui amministrazione l'Ecuador prese possesso dell'arcipelago. Viene anche chiamata Santa Maria, in onore di una delle tre caravelle di Cristoforo Colombo. Ha un'area di 173 km² e un'altitudine massima di 640 metri sul livello del mare. È una delle isole dalla storia umana più interessante nonché una delle prime a venire abitate. Vi si riproducono i fenicotteri rosa e le tartarughe marine verdi, da dicembre a maggio. Qui si trova anche la procellaria a zampe palmate, un uccello marino notturno che passa la maggior parte della sua esistenza lontano dalla terraferma. Alla Baia della Posta, fin dal XVIII secolo, i balenieri si servono di barili di legno per scambiare la posta in partenza e in arrivo con le navi in transito. Alla Corona del Diavolo, un cono vulcanico sotterraneo, si trovano formazioni coralline.
- South Plaza: deve il nome a un ex presidente ecuadoriano, il generale Leónidas Plaza Gutiérrez. Ha un'area di 0,13 km² e un'altitudine massima di 23 metri sul livello del mare. La flora dell'isola comprende i cactus Opuntia e piante di Sesuvium, che formano un tappeto rossastro sulla superficie delle colate laviche. Sono numerose le iguane (terrestri, marine e qualche ibrido di entrambe le specie) e vi sono numerosi uccelli osservabili dalle scogliere della parte meridionale dell'isola, tra cui specie tropicali e gabbiani a coda forcuta.
- Santa Cruz (Indefatigable): il nome inglese è lo stesso di una nave della flotta britannica. Ha un'area di 986 km² e un'altitudine massima di 864 metri sul livello del mare. Santa Cruz è l'isola che ospita la maggiore popolazione umana dell'arcipelago, nella città di Puerto Ayora. Sull'isola si trovano la stazione di ricerca Charles Darwin e il quartier generale dell'autorità del parco nazionale delle isole; presso il centro di ricerca opera un allevamento di tartarughe che si occupa del reinserimento di questi animali nel loro habitat. Le zone collinari di Santa Cruz possiedono una vegetazione lussureggiante e sono famose per i tunnel di lava. A Santa Cruz si trovano numerose tartarughe. Black Turtle Cove è uno sito circondato da mangrovie che le tartarughe marine, le razze e piccoli squali usano come zona di accoppiamento. Altro sito dell'isola è Cerro Dragón, noto per la laguna dei fenicotteri, lungo i cui sentieri è possibile vedere le iguane mangiare.
- Baltra (South Seymour): l'origine del nome non è nota. Ha un'area di 27 km² e un'altitudine massima di 100 metri sul livello del mare. Vi si trova il principale aeroporto dell'arcipelago, costruito durante la seconda guerra mondiale dalla Marina degli Stati Uniti per tenere sotto controllo il Canale di Panama. Vi vivono iguane marine e tartarughe marine. Le iguane terrestri vi sono state reintrodotte dopo l'estinzione della popolazione originaria avvenuta nel periodo della permanenza dell'esercito statunitense.
- North Seymour: il nome deriva da quello del nobile inglese Lord Hugh Seymour. Ha una superficie di 1,9 km² e un'altitudine massima di 28 metri sul livello del mare. L'isola è domicilio di un gran numero di sule dalle zampe azzurre e gabbiani a coda forcuta. Ospita inoltre una delle più grandi colonie di fregate.
- Marchena (Bindloe): dal nome del frate Antonio Marchena. Ha un'area di 130 km² e un'altitudine massima di 343 metri sul livello del mare. È abitata da sparvieri e da leoni marini.
- Pinzón (Duncan): dal nome dei fratelli Pinzón, capitani delle caravelle Pinta e Niña. Ha una superficie di 18 km² e un'altitudine massima di 458 metri sul livello del mare. Vi si possono osservare leoni marini, sparvieri, tartarughe giganti, iguane marine e delfini.
- Rábida (Jervis): porta lo stesso nome del convento in cui Cristoforo Colombo lasciò il figlio in affido durante il suo viaggio verso le Americhe. Ha un'area di 4,9 km² e un'altitudine massima di 367 metri sul livello del mare. L'elevato contenuto di ferro nella lava di Rábida le conferisce un caratteristico colore rosso. In una laguna d'acqua salata vicino alla spiaggia vivono fenicotteri e anatre e nidificano pellicani bruni e sule. Sono censite qui anche nove specie di passeri.
- Bartolomé: dal nome del luogotenente David Bartholomew della marina inglese. Ha una superficie di 1,2 km² e un'altitudine massima di 114 metri sul livello del mare. Famosa per il suo pinnacolo di roccia che è uno dei tratti distintivi dell'arcipelago. Qui si possono osservare i leoni marini e i rari pinguini delle Galápagos. Vi si trovano anche insolite formazioni laviche, lasciate inalterate sin dalle ultime eruzioni.
- Santiago (San Salvador, James): quest'isola ha un'area di 585 km² e un'altitudine massima di 907 metri sul livello del mare. Vi si trovano iguane marine, leoni marini, foche, tartarughe terrestri e marine, fenicotteri, delfini e squali. Vi sono anche capre e maiali, introdotti dall'uomo. Tra gli uccelli, si possono osservare i fringuelli di Darwin e i falchi delle Galápagos. Nella località di Sullivan Bay è possibile vedere una colata lavica.
- Pinta (Abingdon): prende il nome da una delle caravelle di Colombo, la Pinta. Ha un'area di 60 km² e un'altitudine massima di 777 metri sul livello del mare. Vi vivono gabbiani a coda forcuta, iguane marine, sparvieri e foche.
- Isabela (Albemarle): chiamata così in onore della regina Isabella di Castiglia, che finanziò il viaggio di Colombo. Con un'area di 4588 km² è l'isola più grande dell'arcipelago. Il suo punto più alto è la sommità del vulcano Wolf, con un'altitudine di 1707 metri sul livello del mare. La forma dell'isola è il risultato della fusione di sei grandi vulcani in un'unica terra emersa. Sull'isola abbondano i pinguini, i cormorani di terra, le iguane marine, le sule, i pellicani e i granchi. Alle falde e nelle caldere dei vulcani di Isabela si possono osservare le tartarughe giganti e le iguane di terra. Tra le specie di uccelli si annoverano i fringuelli di Darwin, i falchi e le colombe. Degna di nota è anche la vegetazione delle zone a quote inferiori. Puerto Villamil, il terzo insediamento umano dell'arcipelago per popolazione si trova all'estremità sud-orientale dell'isola.
- Fernandina (Narborough): in onore di re Ferdinando II di Aragona, che finanziò il viaggio di Colombo. Fernandina ha un'area di 642 km² e un'altitudine massima di 1494 metri sul livello del mare. È l'isola più giovane e più occidentale dell'arcipelago. Punta Espinoza è una stretta lingue di terra sui cui blocchi di lava le iguane si riuniscono numerose. Vivono sull'isola anche i cormorani di terra, i pinguini, i pellicani e i leoni marini. Ospita inoltre foreste di mangrovie e mostra sulla sua superficie numerose colate laviche.
- Wolf (Wenman): deve il nome al geologo tedesco Theodor Wolf. Ha un'area di 1,3 km² e un'altitudine massima di 253 metri sul livello del mare. Si possono osservare foche, fregate, sule mascherate e dalle zampe rosse, iguane marine, squali, balene, delfini e gabbiani a coda forcuta.
- Darwin (Culpepper): fu chiamata così in onore di Charles Darwin. Ha un'area di 1,1 km² e un'altitudine massima di 168 metri sul livello del mare. Ospita foche, fregate, iguane marine, gabbiani a coda forcuta, leoni marini, balene, tartarughe marine, delfini, sule mascherate e dalle zampe rosse.

## Principali insediamenti
- Puerto Villamil
- Puerto Baquerizo Moreno
- Puerto Ayora

## Fauna

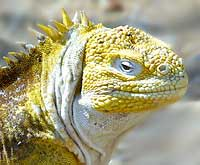
Conolophus subcristatus

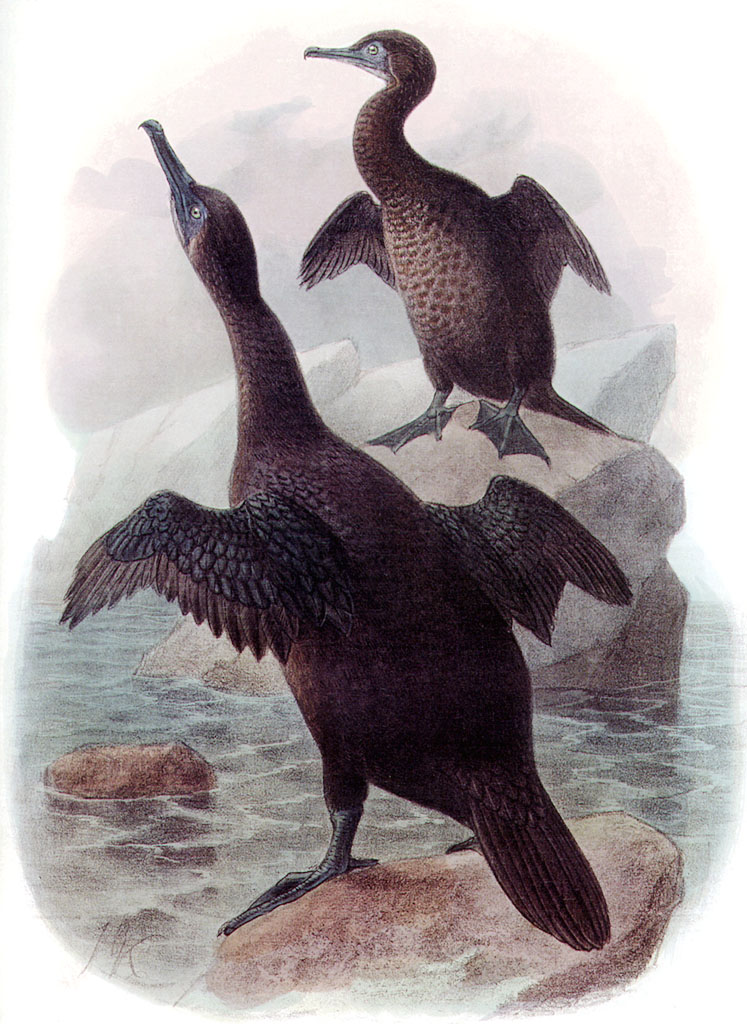
Phalacrocorax harrisi

Le Galápagos ospitano numerose specie, molte delle quali endemiche.
Crustacea:
- Grapsus grapsus (Linnaeus, 1758), un crostaceo decapode appartenente alla famiglia Grapsidae[4].

Reptilia:
- Conolophus subcristatus, l'iguana terrestre delle Galápagos.
- Amblyrhynchus cristatus, l'iguana marina, l'unica al mondo a cibarsi in mare, e unica specie nota del genere Amblyrhynchus[5].
- Chelonoidis niger, la tartaruga gigante delle Galápagos, dal cui nome in spagnolo, galápago, prende il nome l'arcipelago.
- Chelonia mydas, la tartaruga verde, di cui si pensa ci possa essere una sottospecie endemica di queste isole, la tartaruga verde delle Galápagos.

Aves:
- Spheniscus mendiculus, il pinguino delle Galápagos, unico pinguino a vivere all'equatore[3].
- Phalacrocorax harrisi, il cormorano attero delle Galápagos.
- Sula nebouxii, la sula dai piedi azzurri.
- Pelecanus occidentalis (Linnaeus, 1766), il pellicano bruno, un uccello della famiglia Pelecanidae[6].
- Butorides sundevalli, l'airone lavico, noto anche come airone delle Galápagos, è una specie di airone endemica delle isole omonime.
- Le 13 specie della sottofamiglia Geospizinae, detti colloquialmente fringuelli di Darwin, fra cui Camarhynchus pallidus, il fringuello picchio. Ogni specie ha evoluto un becco diverso in relazione alla propria nicchia ecologica[3].
- Buteo galapagoensis, la poiana delle Galápagos o falco delle Galápagos, scoperta da Charles Darwin nel 1835 quando, nel suo famoso viaggio attorno al mondo, si soffermò proprio in quell'arcipelago.

Mammalia:
- Arctocephalus galapagoensis, l'otaria orsina delle Galápagos, l'unica otaria orsina a riprodursi in acque tropicali.
- Zalophus wollebaeki, il leone marino delle Galápagos.
- Otaria flavescens, il leone marino sudamericano, giunge alle Galápagos da mari più freddi seguendo la corrente di Humboldt.

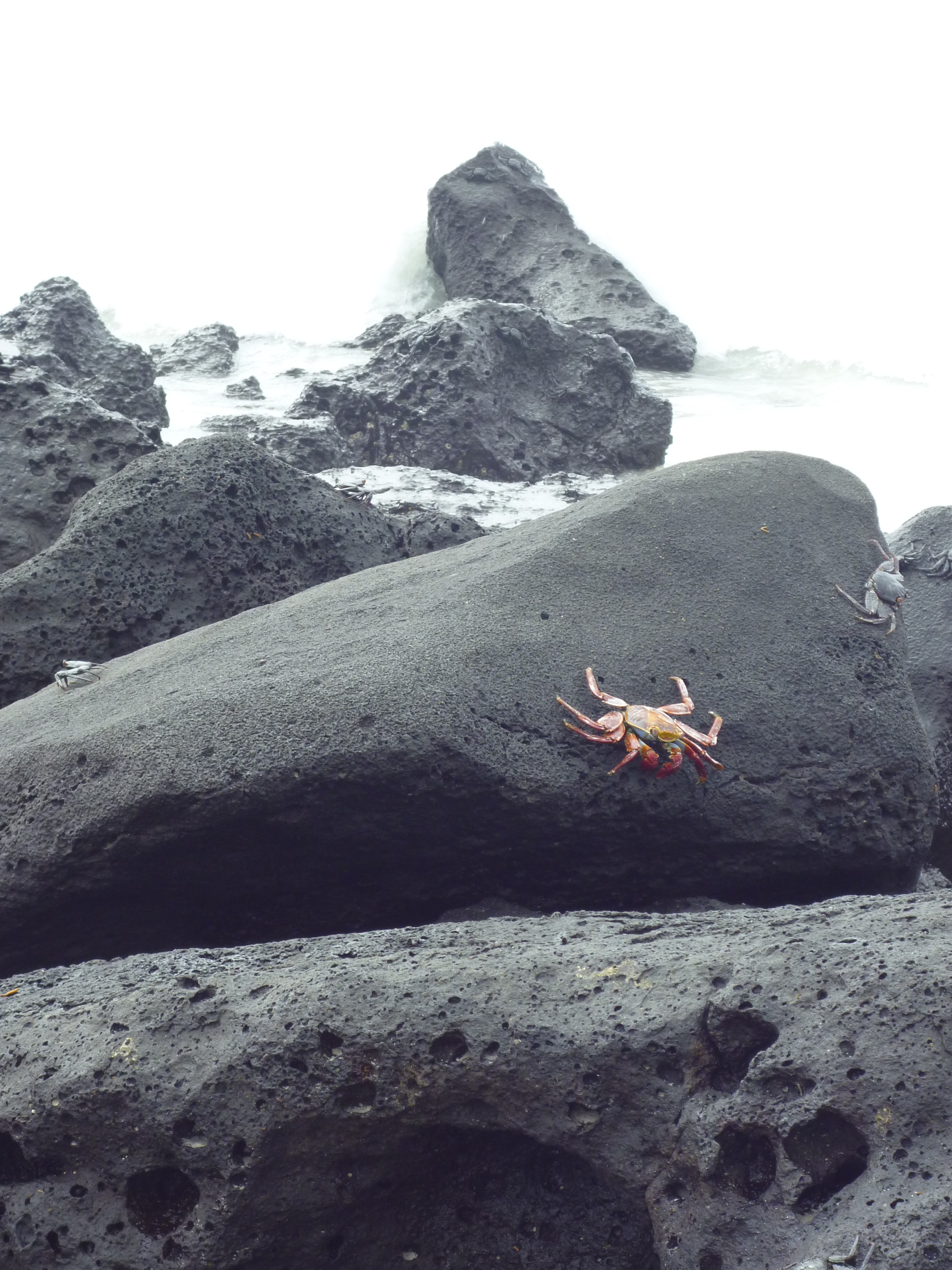
Grapsus grapsus Bahía Tortuga.
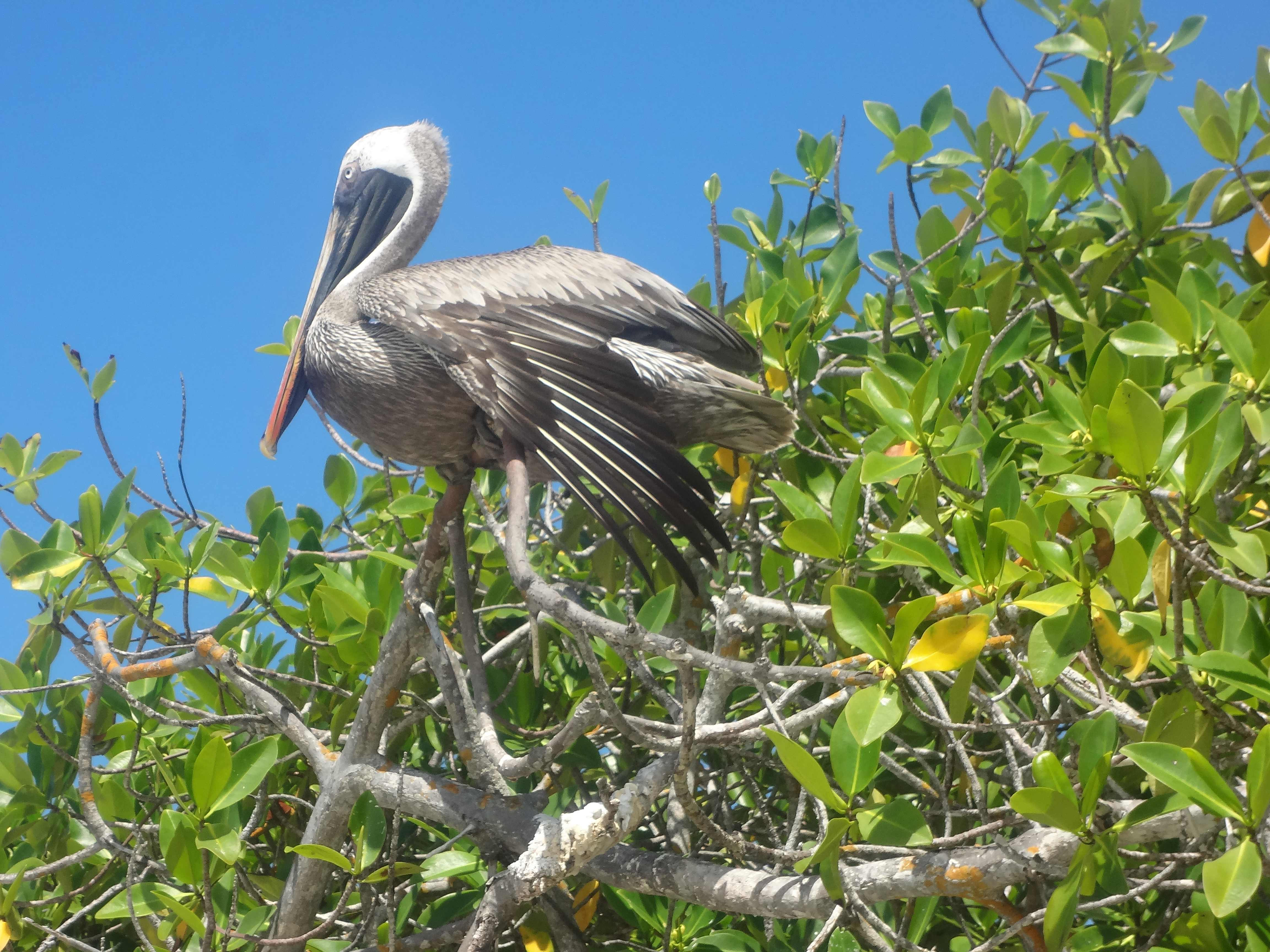
Pelecanus occidentalis Bahía Tortuga.
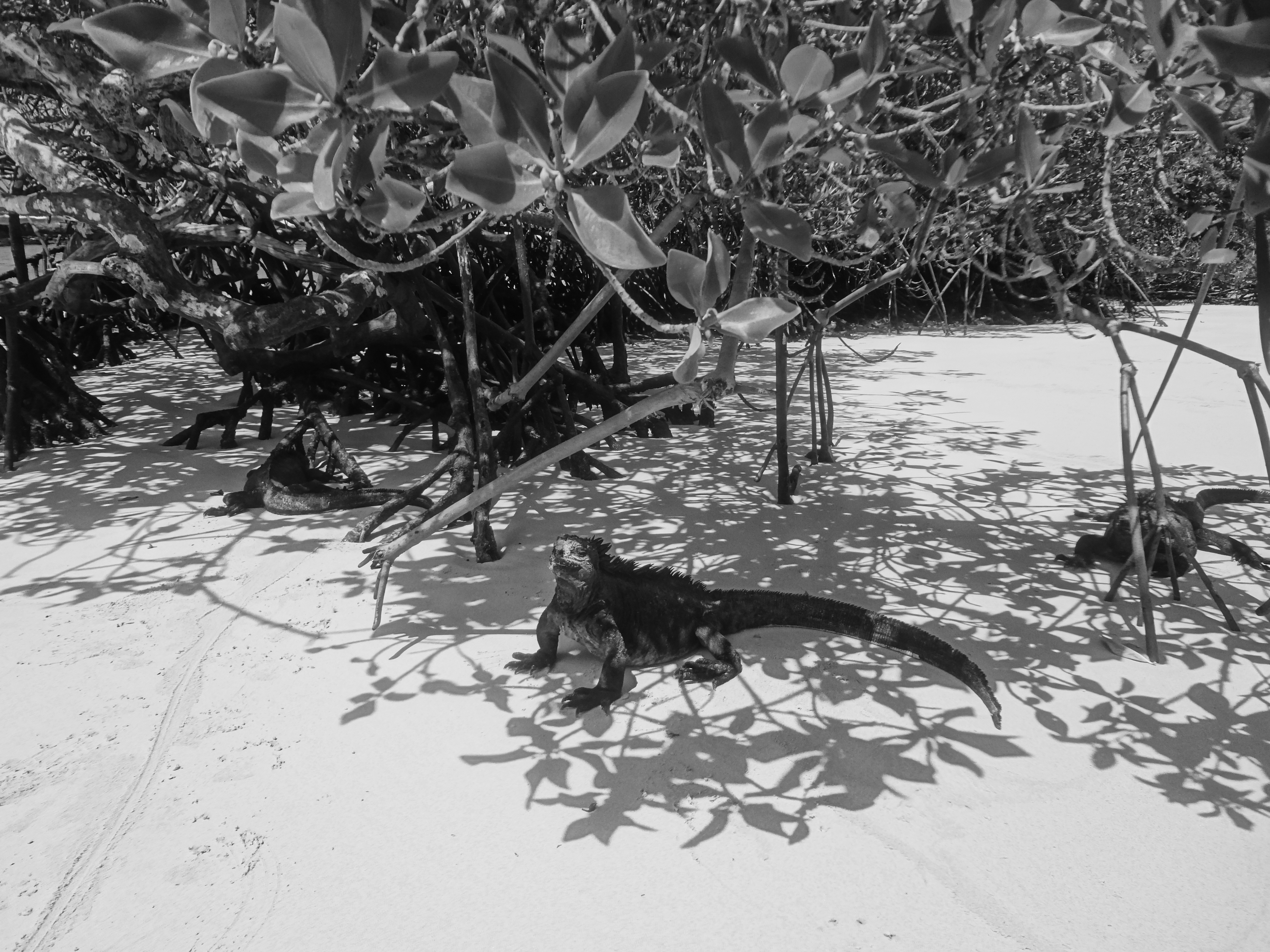
Amblyrhynchus cristatus Bahía Tortuga.

## Flora terrestre
In questo straordinario sistema di isole è possibile distinguere 560 specie in diverse famiglie di vegetali (di cui un terzo sono endemiche), come ad esempio: caffè, cotone, peperoncino, passiflora e pomodoro. Oltre a specie endemiche di generi diffusi anche altrove, ci sono anche interi generi endemici, come Scalesia, l'albero margherita, e alcuni cactus, come il Brachycereus, detto cactus della lava e Jasminocereus, il cactus candelabro, che verranno illustrate nelle righe seguenti.
Nella fascia litoranea, in particolar modo nell'area delle maree, localizzata nei pochi estuari, nelle baie e nelle insenature si possono osservare distese di mangrovie, in cui vive l'airone lavico, anch'esso specie endemica.
Dalle spiagge e dalle cale fino ai 100 metri d'altitudine si estende una fascia denominata "zona costiera arida", che rappresenta una delle aree più estese dell'arcipelago, nell'ambito della quale predominano carrubi e cactacee, come la Brachycereus, detto cactus della lava, specie endemica; è un cactus dall'aspetto colonnare, con un'altezza fino a 60 cm, e che presenta una colorazione giovanile gialla, mentre invecchiando imbrunisce e diventa grigia.
Sulle isole maggiori esiste una zona intermedia, tra i 100 e i 200 metri d'altitudine, nella quale convivono alcune specie di cactacee con formazioni vegetali sempreverdi, tipiche dei terreni più umidi. Questa formazione è denominata Pisonia floribunda, dal nome scientifico della specie dominante, la pania, un albero che raggiunge i 15 metri d'altezza e i cui semi sono appiccicosi, in modo tale che rimangano attaccati su piccoli uccelli che fanno da trasporto per garantire la generazione di nuove piante. Un'altra pianta presente è la Jasminocereus, detta cactus candelabro, specie endemica; è quasi impossibile trovarla coltivata, in quanto è proprietà dell'Ecuador che ha leggi molto severe sull'esportazione. Si presenta di colore verde, con spine tendenti all'arancione e fiori bianchi.
Sui fianchi dei vulcani si estende la fascia verde, conosciuta anche con i nomi delle piante dei generi Scalesia e Miconia, specie sempreverdi, tra le quali crescono muschi, funghi, licheni, epatiche, piante rampicanti, bromeliacee e anche alcune specie di orchidee. Infine, nelle aree più elevate delle Galápagos si trova la zona della pampa, caratterizzata non solo dalla presenza di graminacee ma, soprattutto, di numerose specie di felci.

## Clima
Il clima delle Galápagos è di tipo tropicale nonostante la sua posizione sull'Equatore ed è fortemente influenzato dalle tre correnti marine che passano per queste isole.
La temperatura media annuale è di circa 24,7 °C.
Periodicamente ricorre il fenomeno del Niño che, aumentando notevolmente la temperatura dell'oceano, crea squilibri climatici con conseguenti forti inondazioni.
Sotto, i parametri climatici di Puerto Ayora, il centro più popolato situato nell'Isola di Santa Cruz.
| Dati meteo          | Mesi | Mesi | Mesi | Mesi | Mesi | Mesi | Mesi | Mesi | Mesi | Mesi | Mesi | Mesi | Anno |
| Dati meteo          | Gen  | Feb  | Mar  | Apr  | Mag  | Giu  | Lug  | Ago  | Set  | Ott  | Nov  | Dic  | Anno |
| ------------------- | ---- | ---- | ---- | ---- | ---- | ---- | ---- | ---- | ---- | ---- | ---- | ---- | ---- |
| T. max. media (°C)  | 30,6 | 30,6 | 30,6 | 30,6 | 30,6 | 29,4 | 26,7 | 28,9 | 27,2 | 28,9 | 29,4 | 30,0 | 29,5 |
| T. media (°C)       | 25,6 | 26,1 | 26,1 | 26,1 | 25,6 | 24,4 | 22,8 | 23,9 | 23,3 | 23,9 | 24,4 | 25,0 | 24,8 |
| T. min. media (°C)  | 21,1 | 21,7 | 21,1 | 21,1 | 20,6 | 19,4 | 18,9 | 18,3 | 18,9 | 18,9 | 19,4 | 20,6 | 20,0 |
| Precipitazioni (mm) | 82   | 104  | 99   | 61   | 120  | 53   | 21   | 13   | 20   | 27   | 35   | 22   | 657  |
| Giorni di pioggia   | 12   | 13   | 13   | 10   | 9    | 6    | 7    | 7    | 24   | 8    | 7    | 9    | 125  |

## Storia
Le Galápagos sono state scoperte in modo casuale il 10 marzo 1535, quando Tomás de Berlanga, vescovo di Panama, si mise in mare verso il Perù per dirimere una disputa tra Francisco Pizarro e i suoi luogotenenti dopo la conquista dei territori degli Inca. La nave si trovò in una zona di bonaccia e le correnti marine la portarono alla deriva fino alle isole. Nel rapporto che fece successivamente all'imperatore Carlo V, Berlanga descrisse l'aspetto arido e desertico delle isole e le loro tartarughe giganti. Scrisse inoltre delle iguane marine, dei leoni marini e di numerose specie di uccelli. Notò anche l'insolita mitezza degli animali.
All'epoca dell'avvistamento le isole erano disabitate. Thor Heyerdahl nel 1963 raccontò di avervi trovato frammenti di vasellame di origine sudamericana che facevano pensare a un precedente contatto umano; un'ipotesi che tuttavia appare ancora controversa. L'arcipelago divenne poi nascondiglio dei pirati inglesi che intercettavano i galeoni spagnoli diretti verso la madrepatria carichi dell'oro e dell'argento sudamericani.
Le isole Galápagos compaiono per la prima volta in mappe nel 1570, nelle carte disegnate da Abraham Ortelius e da Mercatore, con il nome di insulae de los Galopegos, ossia "isole delle tartarughe".
Il primo inglese che visitò le isole fu Richard Hawkins, nel 1593. Molti famosi pirati da allora vi transitarono.
Alexander Selkirk, l'uomo le cui traversie nelle isole dell'arcipelago Juan Fernández ispirarono il Robinson Crusoe di Daniel Defoe, visitò le Galápagos nel 1708 dopo che venne soccorso dal corsaro Woodes Rogers. Rogers approdò alle isole Galápagos per riparare le sue navi dopo il saccheggio di Guayaquil.
La prima missione scientifica alle Galápagos giunse nel 1790 al seguito del capitano Alessandro Malaspina, la cui missione era stata finanziata dalla Corona di Spagna. I rapporti della sua missione sono però andati perduti.
Nel 1793 James Collnet fece una descrizione della flora e della fauna delle Galápagos e suggerì che le isole potevano essere usate come base d'appoggio per i balenieri dell'Oceano Pacifico. Disegnò anche le prime accurate carte nautiche delle isole. I balenieri catturarono e uccisero migliaia di tartarughe per estrarne il grasso, inoltre venivano portate anche sulle navi come riserva di carne, dal momento che potevano sopravvivere per mesi senza cibo né acqua. La caccia alle tartarughe ne ridusse notevolmente la popolazione e fece estinguere alcune specie. Ai balenieri si aggiunsero poi anche i cacciatori di foche, che portarono anche questo animale sull'orlo dell'estinzione.
L'Ecuador annetté l'arcipelago delle Galápagos il 12 febbraio 1832 nominandolo Archipelago del Ecuador. Il primo governatore delle isole, il generale José de Villamil, mandò un gruppo di detenuti a popolare l'isola di Floreana e nell'ottobre del 1832 a loro si aggiunsero alcuni artigiani e agricoltori.
Il naturalista britannico Charles Darwin fu il primo a eseguire uno studio scientifico delle isole. Nel suo viaggio in giro per il mondo a bordo della Beagle, che durò dal 1831 al 1836, Darwin raggiunse le Galápagos il 15 settembre 1835. Qui si trattenne per circa cinque settimane, fino al 20 ottobre, studiando la geologia e la biologia di quattro isole. Le sue osservazioni sulle variazioni specifiche dei fringuelli locali, diversi da isola a isola, gli fornirono la prima ispirazione per delineare la teoria della selezione naturale, che descrisse nel suo saggio L'origine delle specie.
José Valdizán e Manuel Julián Cobos avviarono una seconda colonia inaugurando lo sfruttamento di Roccella portentosa, un lichene autoctono utilizzato come colorante. Dopo l'omicidio di Valdizán a opera di alcuni suoi operai, Cobos portò dal continente un gruppo di oltre cento lavoratori all'isola di San Cristobál per tentare la fortuna avviando una piantagione di canna da zucchero. Diresse la piantagione con un pugno di ferro che portò al suo omicidio nel 1904. Nel frattempo, nel 1897, un'altra piantagione veniva avviata a Isabela da Antonio Gil.
A partire dal settembre 1904 una spedizione dell'Accademia delle Scienze della California guidata da Rollo Beck rimase sulle isole per un intero anno raccogliendo materiale scientifico riguardante la geologia, l'entomologia, l'ornitologia, la botanica, la zoologia e l'erpetologia. Un'altra spedizione della stessa accademia fu compiuta nel 1932 (la spedizione di Templeton Crocker) per raccogliere insetti, pesci, conchiglie, fossili, uccelli e piante.
Durante la seconda guerra mondiale l'Ecuador autorizzò gli Stati Uniti a impiantare una base navale sull'isola di Baltra e alcune stazioni radar in altre locazioni.
Un carcere è stato realizzato su Isabela nel 1946, poi chiuso nel 1959.

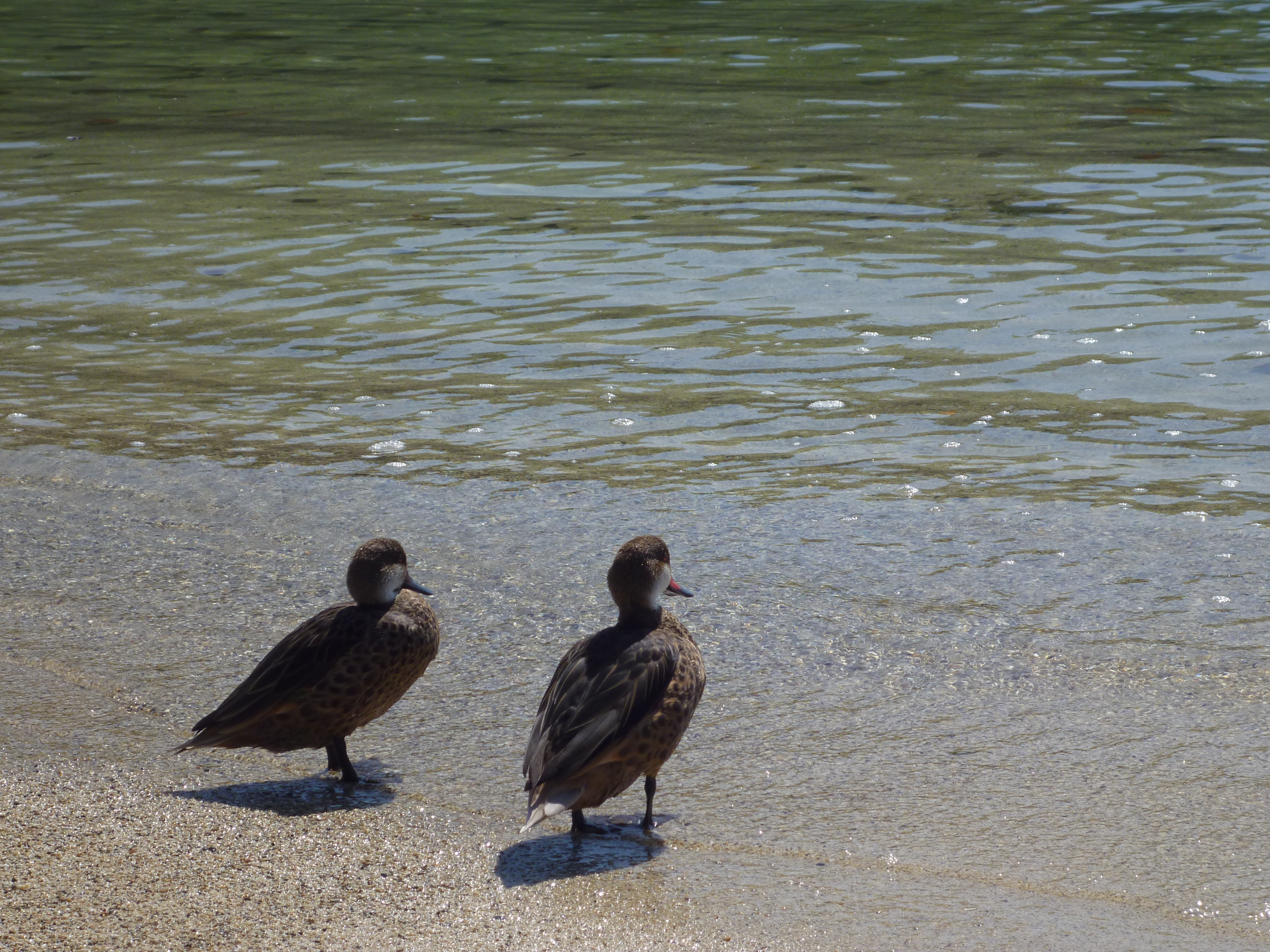
Due anatre Anas platyrhynchos - Puerto Ayora - Galápagos.

## Conservazione
Sebbene il tema della protezione dell'ambiente delle Galápagos fosse già oggetto di indicazioni legislative nel 1934 e nel 1936, soltanto dalla fine degli anni cinquanta furono intraprese le prime azioni significative in questo senso. Nel 1955, l'Unione Internazionale per la Conservazione della Natura organizzò una missione di osservazione alle Galápagos per rilevare la presenza di eventuali attività dannose o pericolose per l'ecosistema dell'arcipelago. Nel 1957, l'UNESCO e il governo ecuadoriano organizzarono una seconda missione di controllo.
Nel 1959, in concomitanza del centenario della pubblicazione de L'origine delle specie di Charles Darwin, il governo ecuadoriano dichiarò parco nazionale il 97,5% dell'area emersa delle Galápagos, escludendo solo le zone colonizzate. Nello stesso anno venne creata a Bruxelles la Charles Darwin Foundation, il cui obiettivo primario era proprio la conservazione delle Galápagos. La prima attività portata a termine dalla fondazione fu la creazione della Charles Darwin Research Station, nel 1964. Il personale della stazione intraprese programmi di conservazione che includevano anche l'eliminazione dall'isola delle specie animali e vegetali introdotte dall'uomo. Quando venne creato il parco, sull'isola abitavano fra le 1000 e le 2 000 persone. Negli anni 1980 questo numero era cresciuto fino a superare 15000; le stime nel 2006 sono nell'ordine di 30 000 abitanti. L'esistenza di una popolazione locale in crescita pone problemi significativi, a lungo termine, circa le politiche da adottare per la conservazione del parco.
Fino agli anni ottanta, la zona protetta della Galápagos includeva solo la terra emersa. Nel 1986 anche le acque circostanti furono dichiarate riserva marina. L'intero arcipelago fu dichiarato patrimonio dell'umanità dall'UNESCO nel 1978 (isole) e nel 2001 (riserva marina).
Nel maggio 2021, a causa della erosione naturale, è crollata la formazione rocciosa ad arco dedicata a Charles Darwin. Ciò ha comunque riproposto all'attenzione la conservazione del patrimonio dell'arcipelago, per la cui protezione l'attore Leonardo DiCaprio si è impegnato per una cifra di 43 milioni di dollari.

## Galleria d'immagini

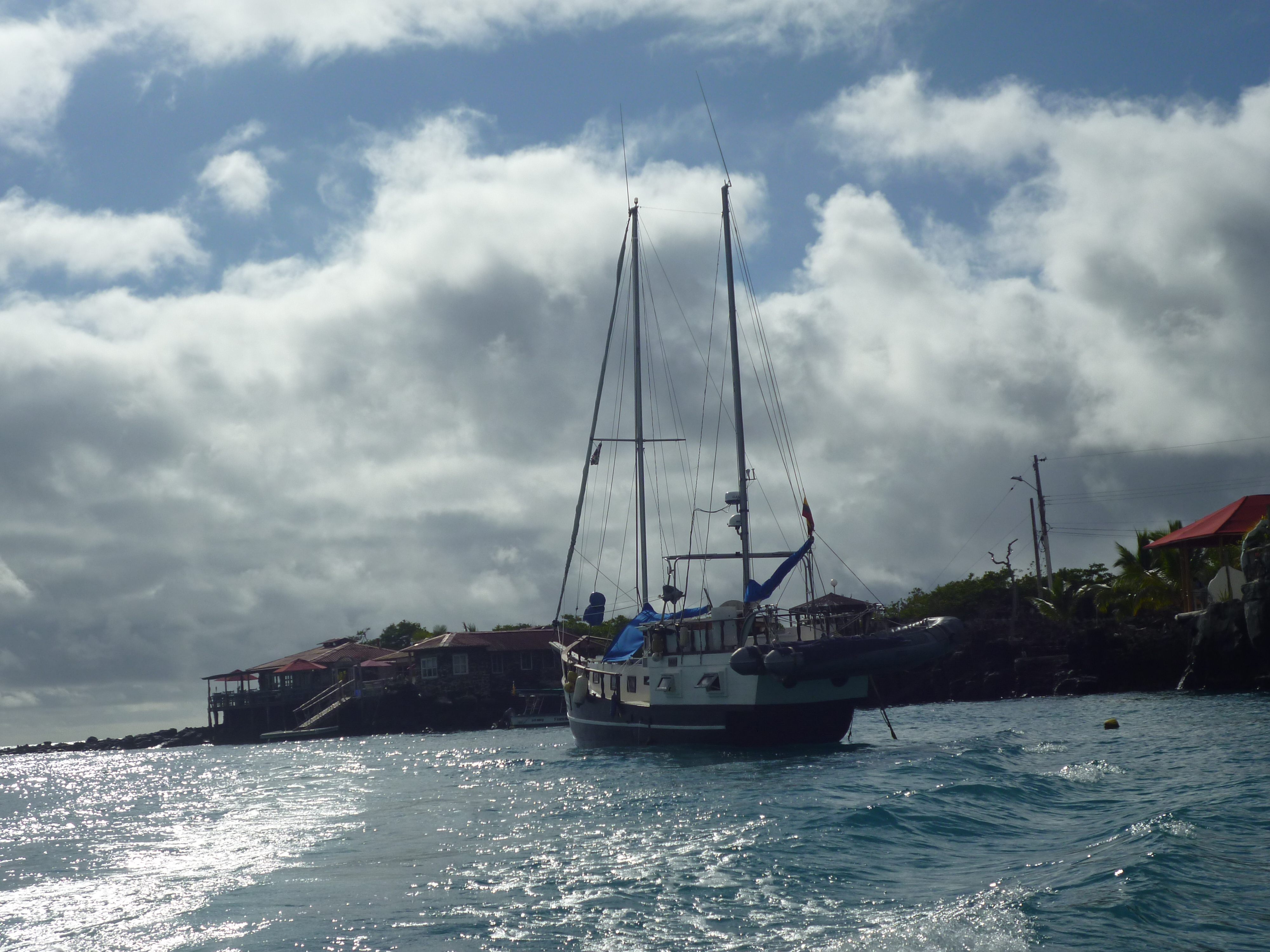
Barca a vela a Puerto Ayora, isola di Santa Cruz.
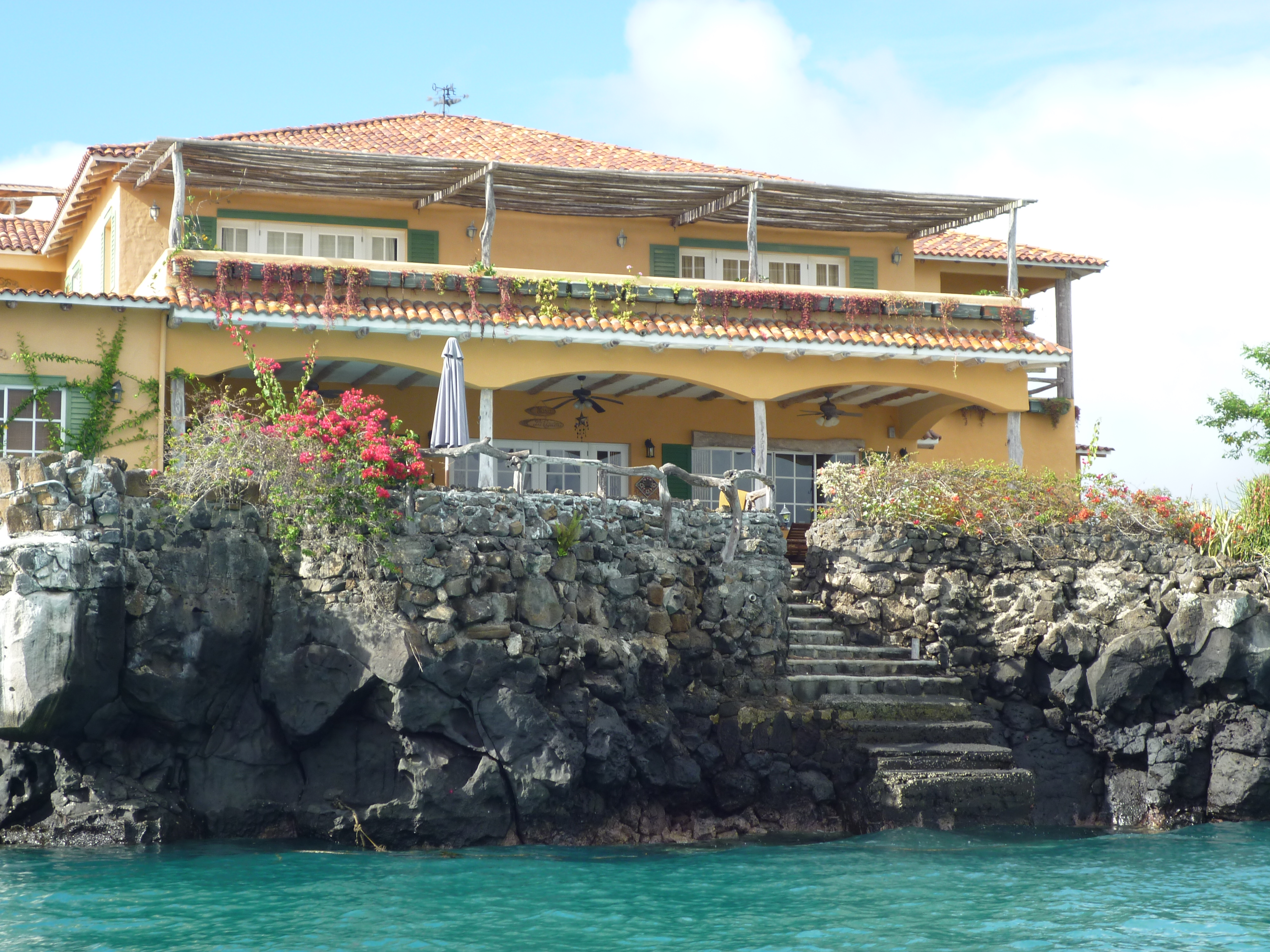
Casa a Puerto Ayora, isola di Santa Cruz.
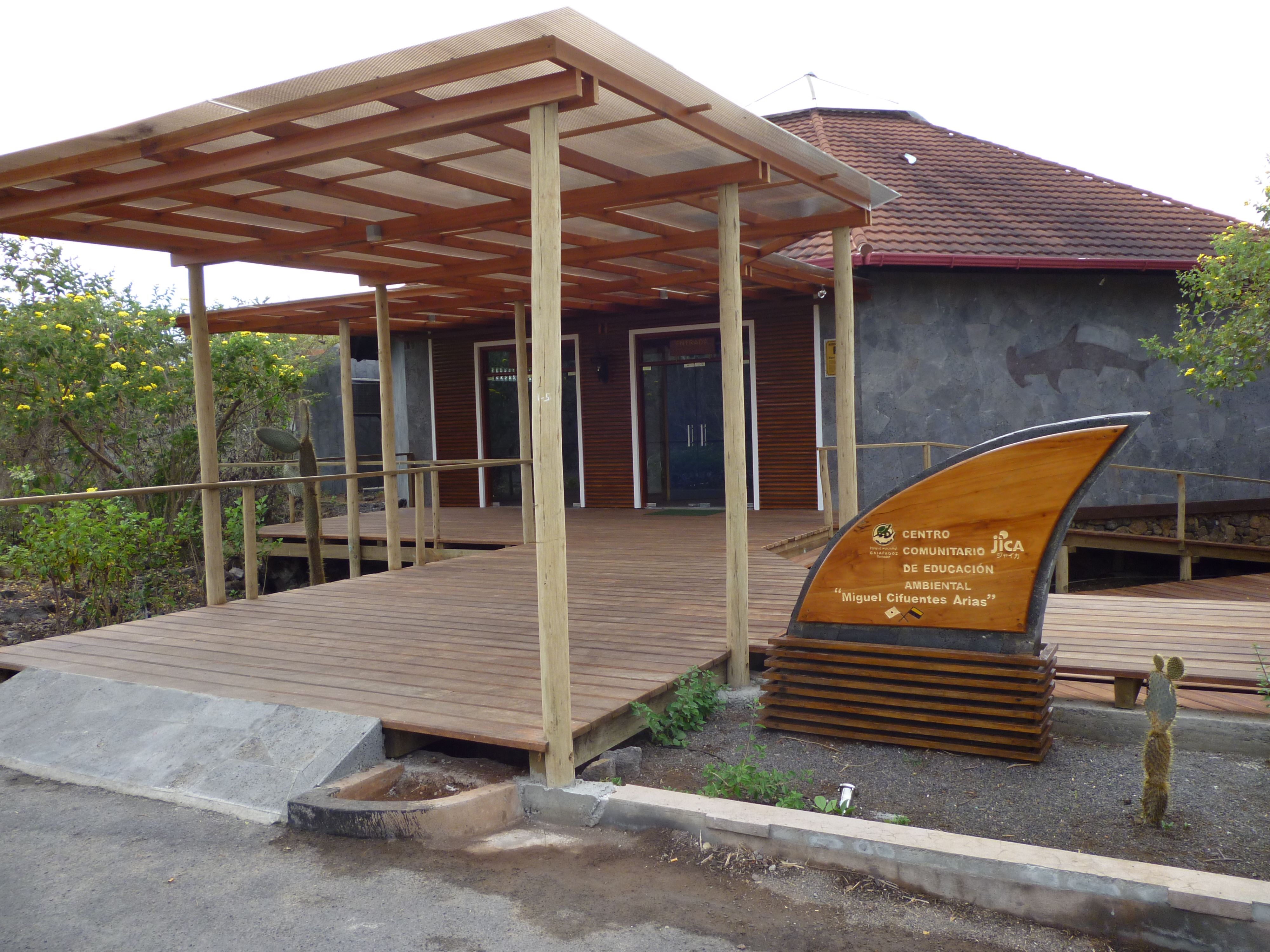
Edificio del Community Center "Miguel Cifuentes Arias" a Puerto Ayora nell'isola di santa Cruz.
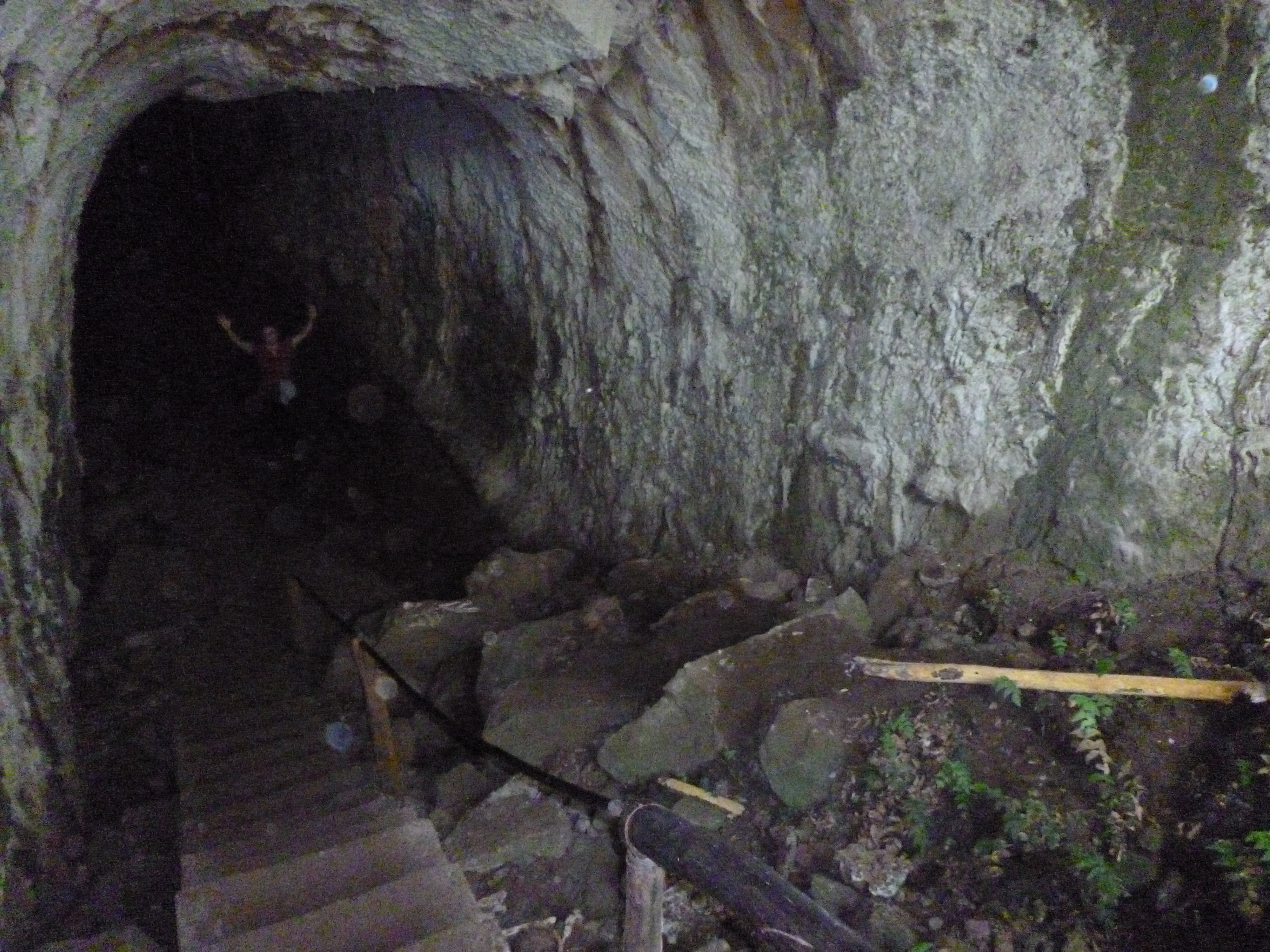
L'ingresso al tunnel di lava sull'isola di Santa Cruz.
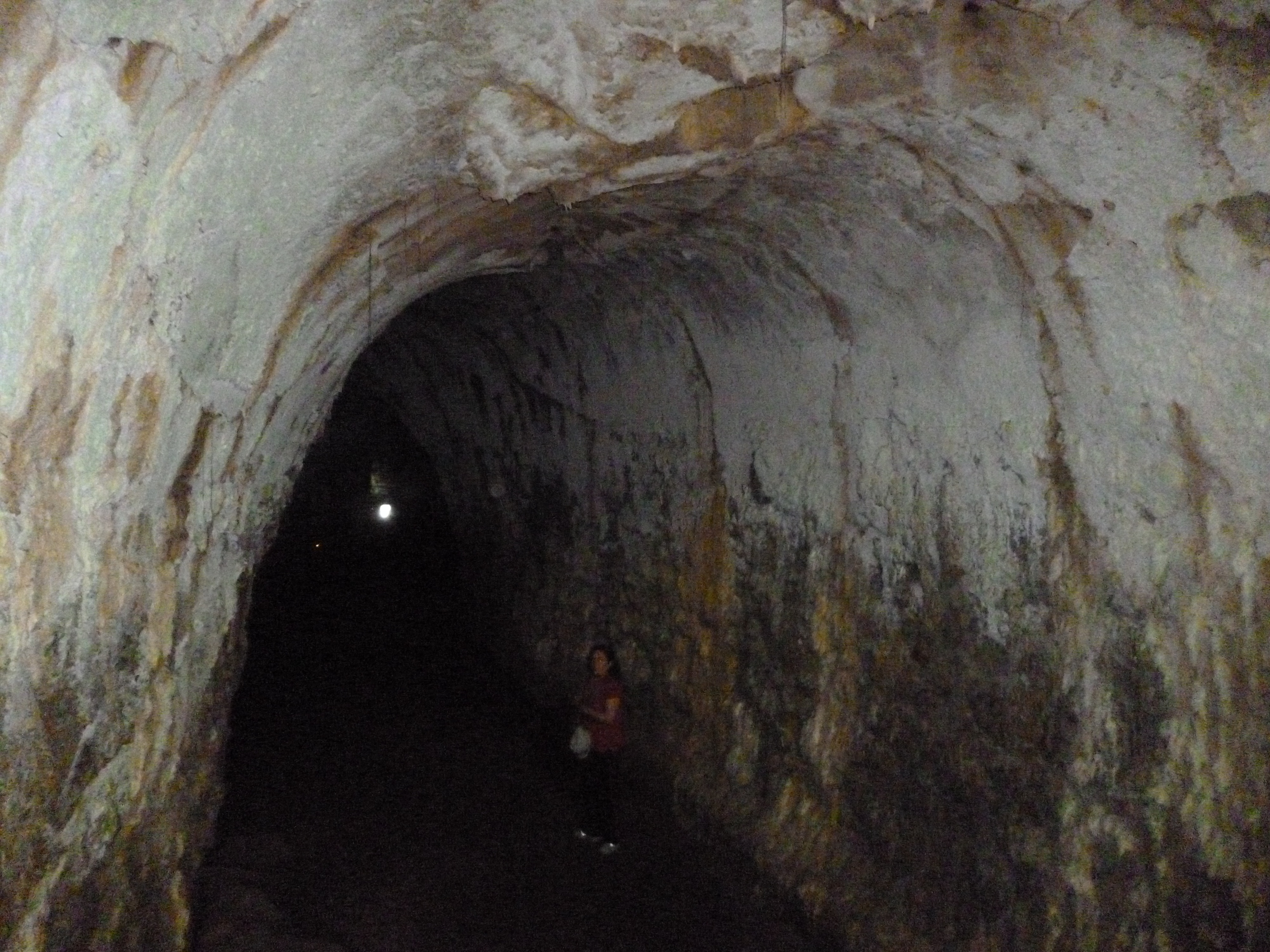
Tunnel di lava sull'isola di Santa Cruz, Puerto Ayora.
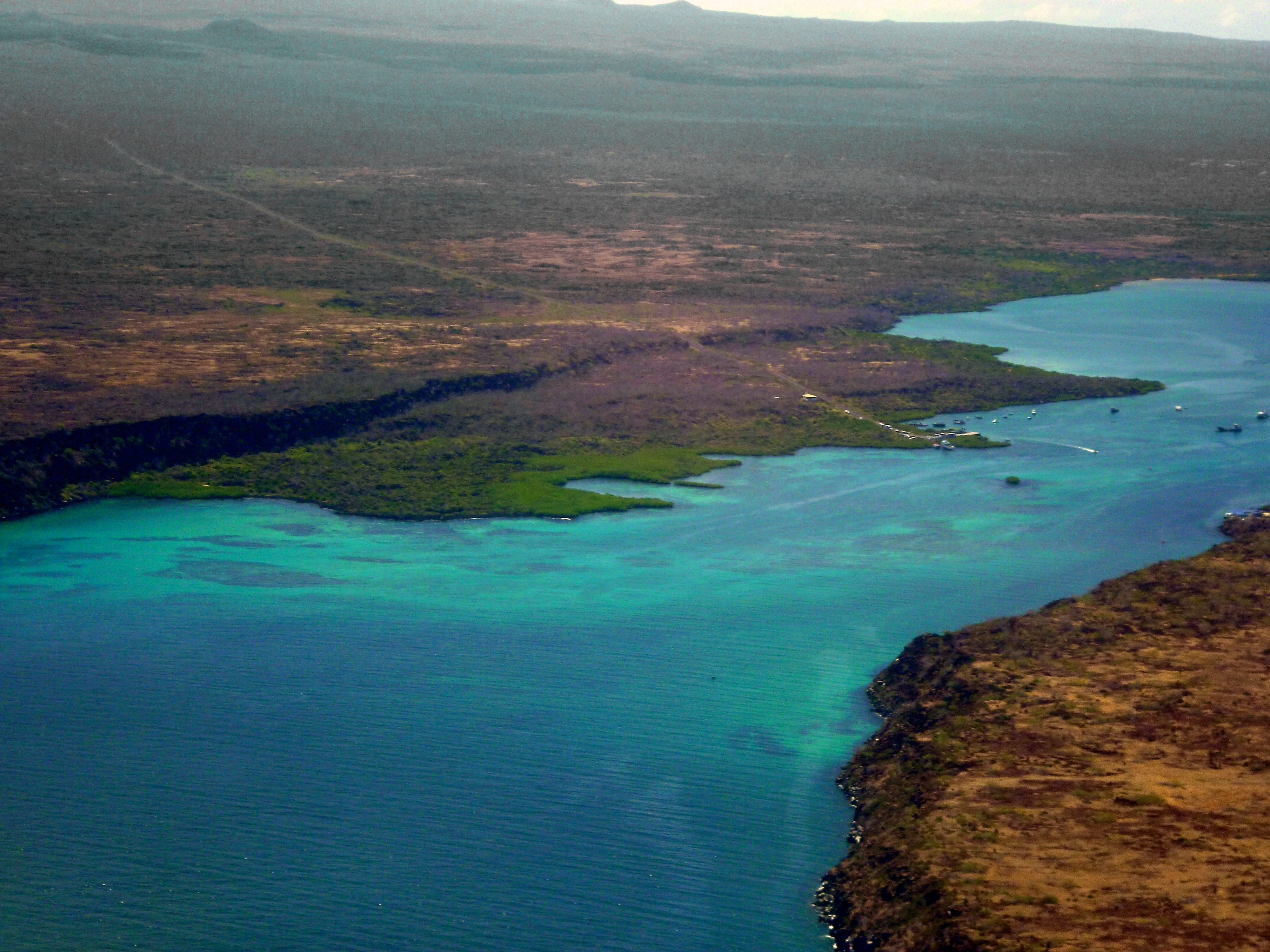
Foto aerea dell'isola di Santa Cruz, con il canale Itabaca al centro.
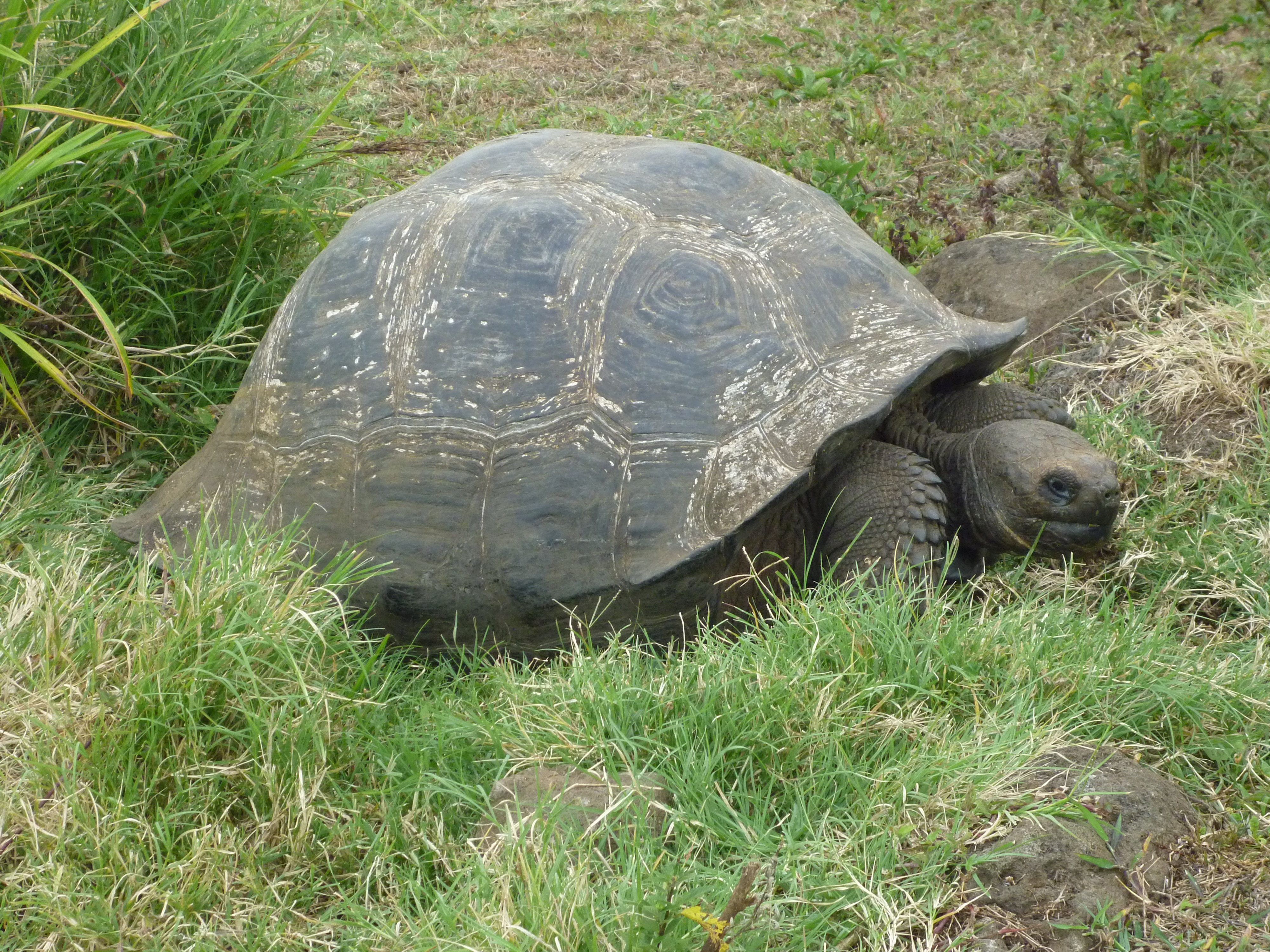
Chelonoidis nigra, Tartaruga sull'isola di Santa Cruz.
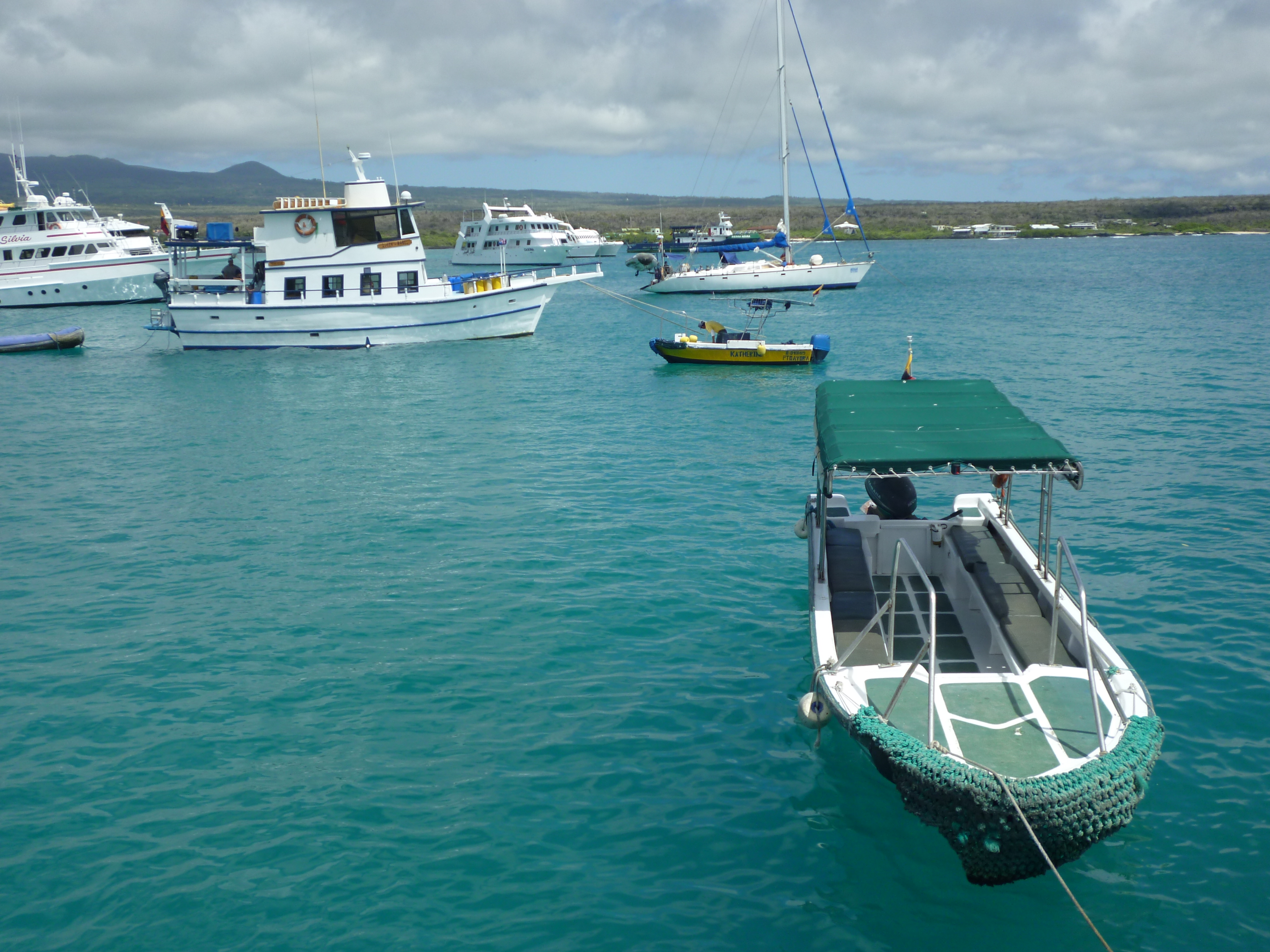
Puerto Ayora - Taxi Acqueo
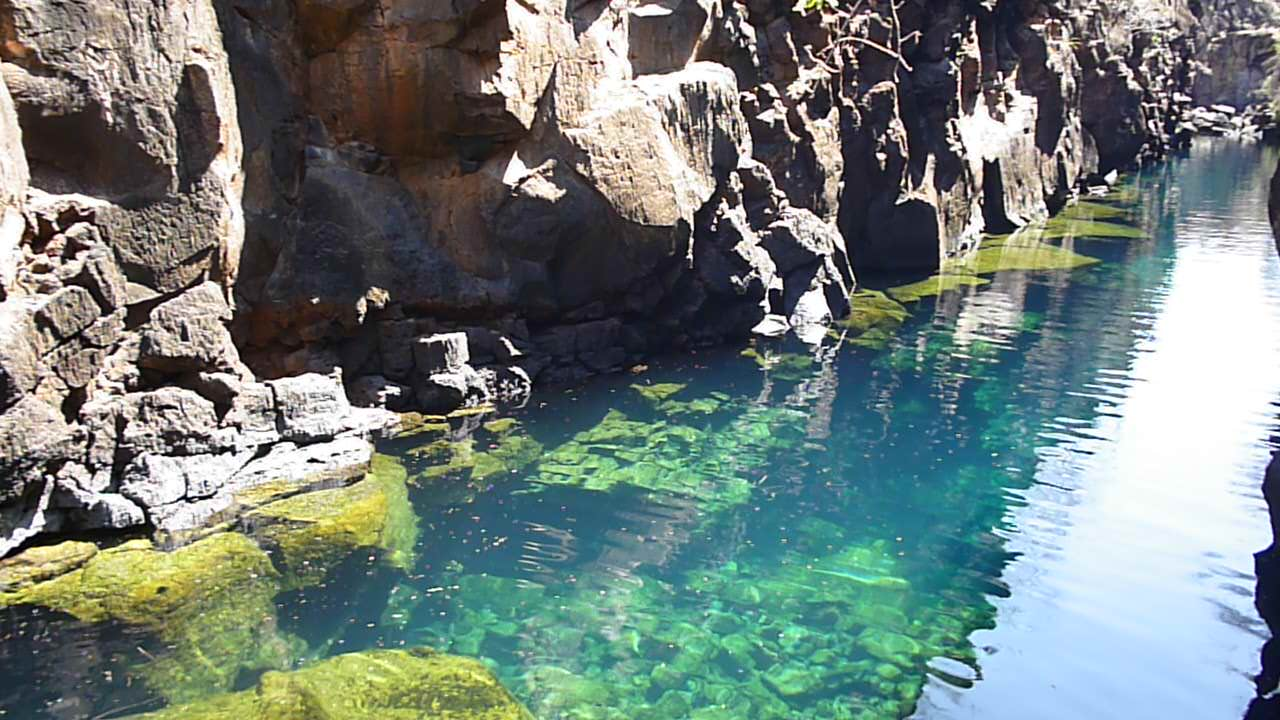
Santa Cruz Isola - Piscina d'acqua dolce
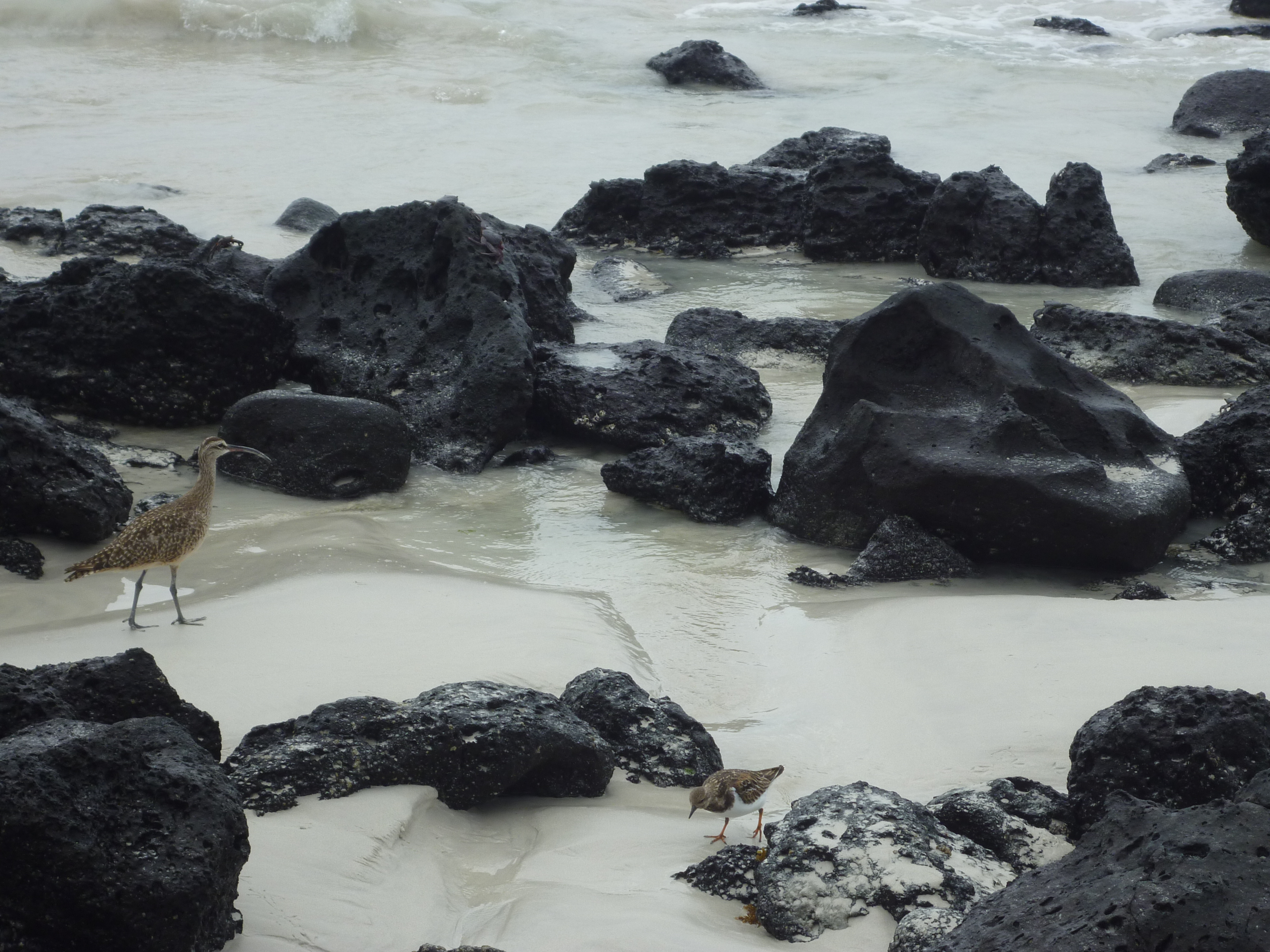
Tortuga Baie Santa Cruz Isola.
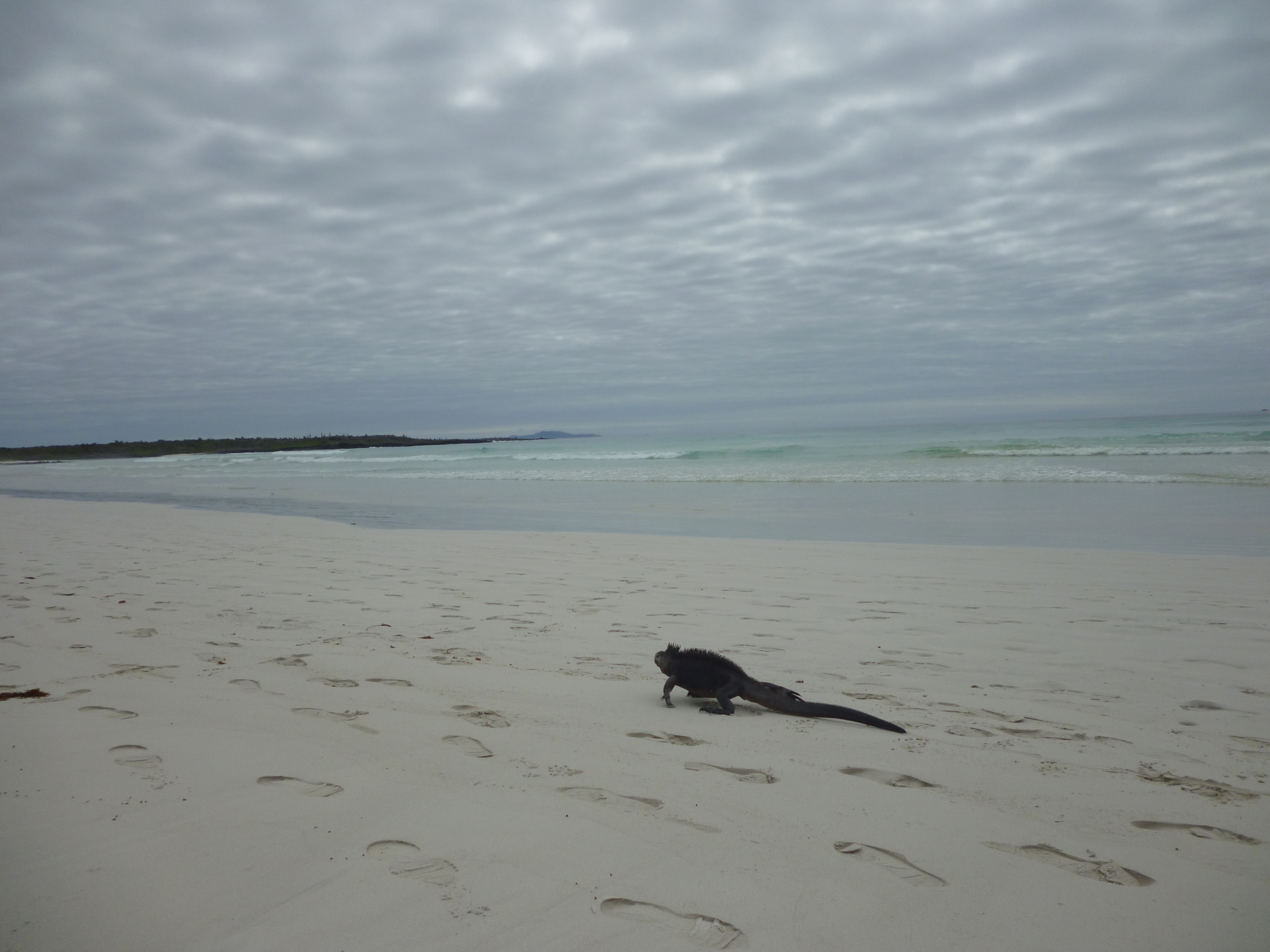
Amblyrhynchus cristatus, iguana nella Tortuga Bay, isola di Santa Cruz.
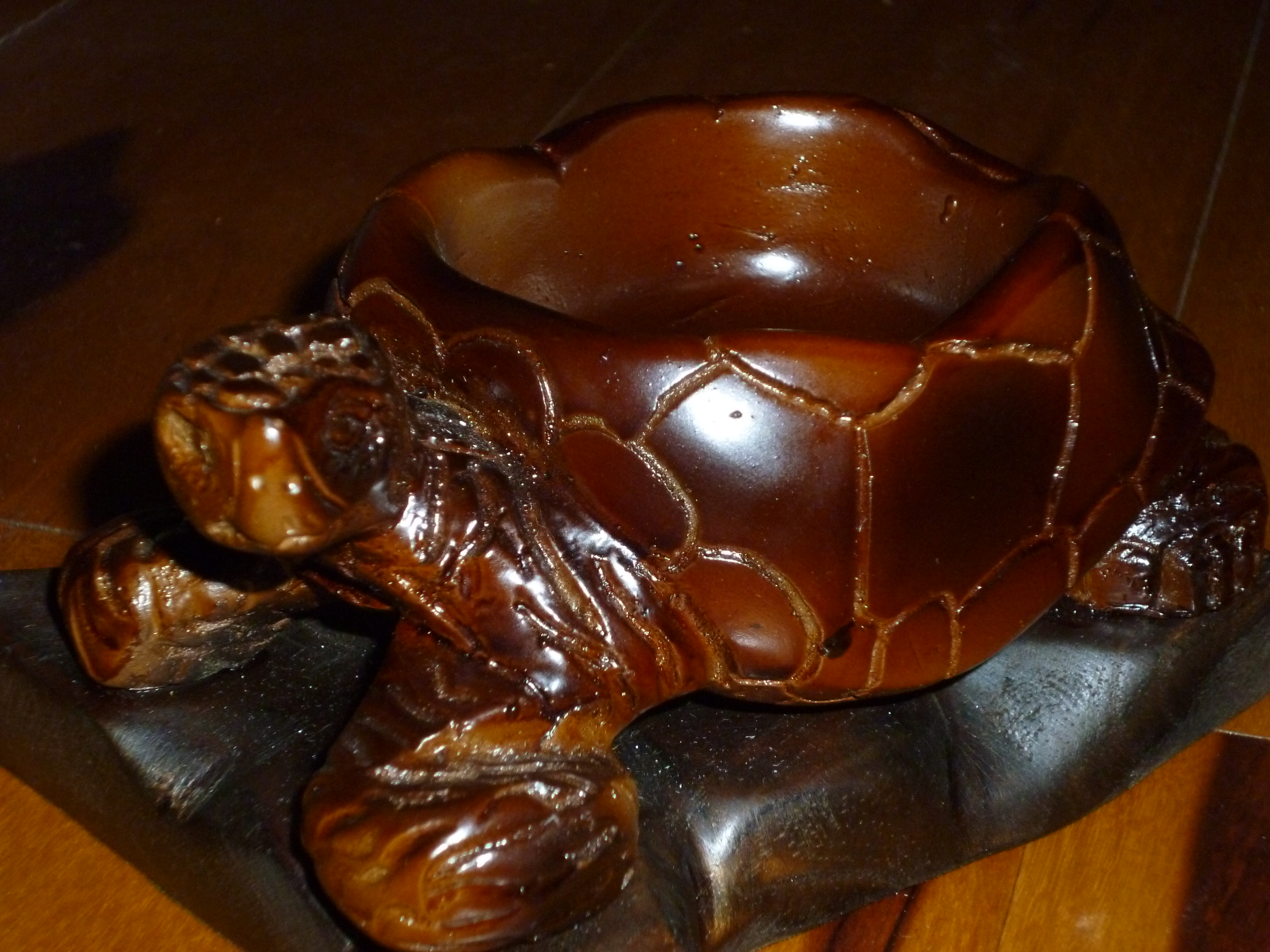
Tartaruga intagliata a mano da artisti locali sull'isola di Santa Cruz.
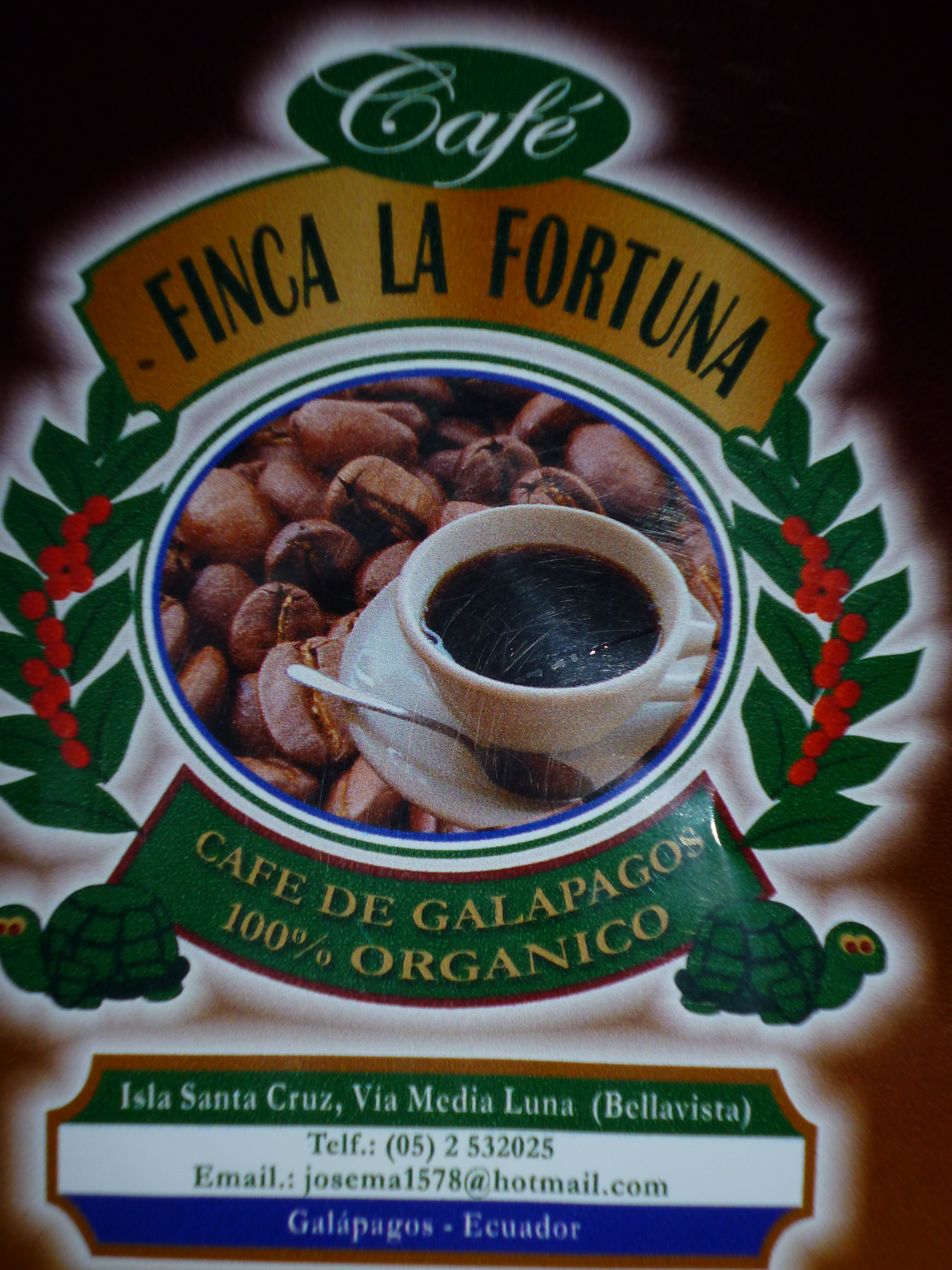
Caffè coltivato nell'isola di Santa Cruz.
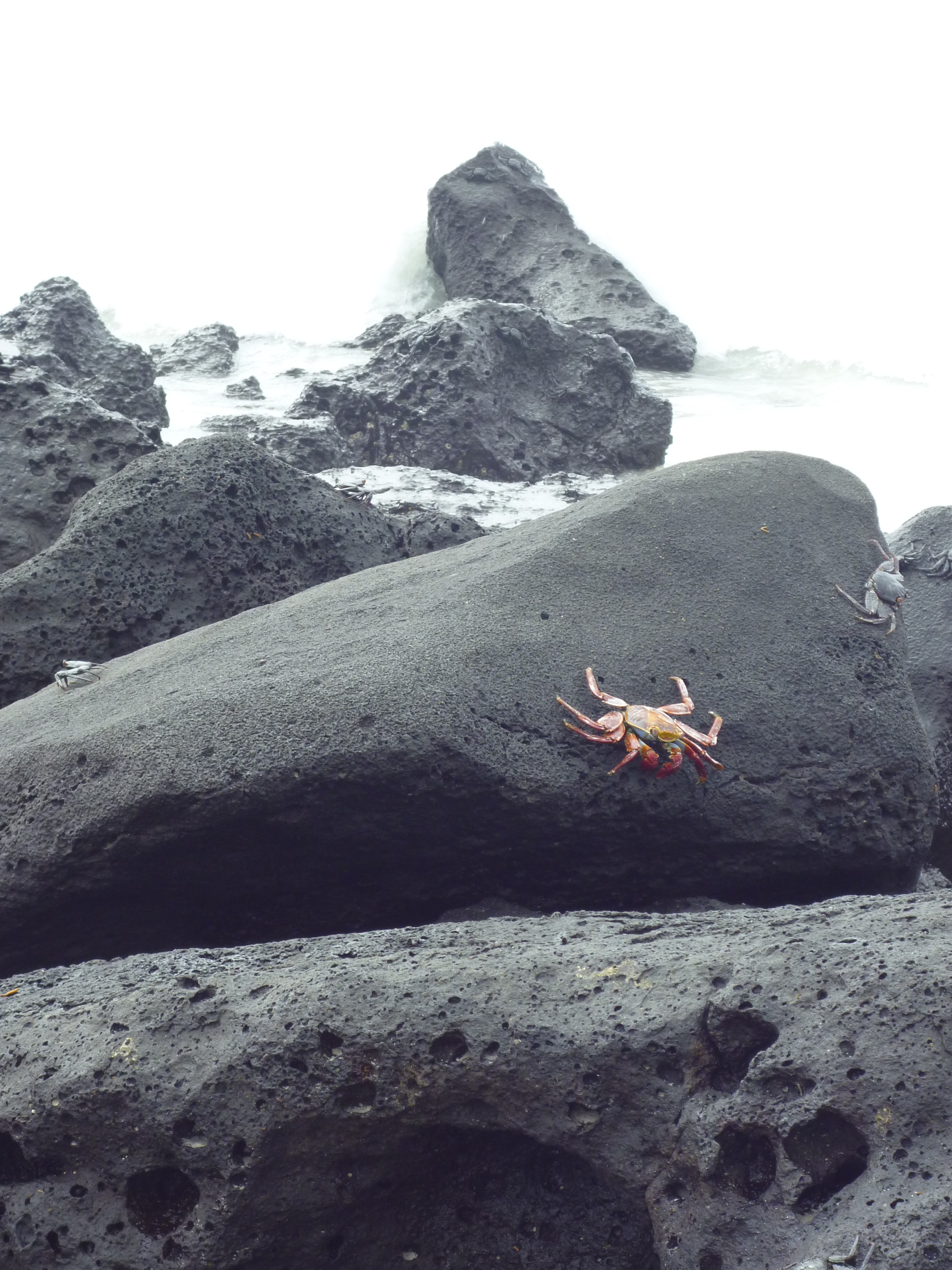
Grapsoidea, Tortuga Bay nel Galapagos, Puerto Ayora
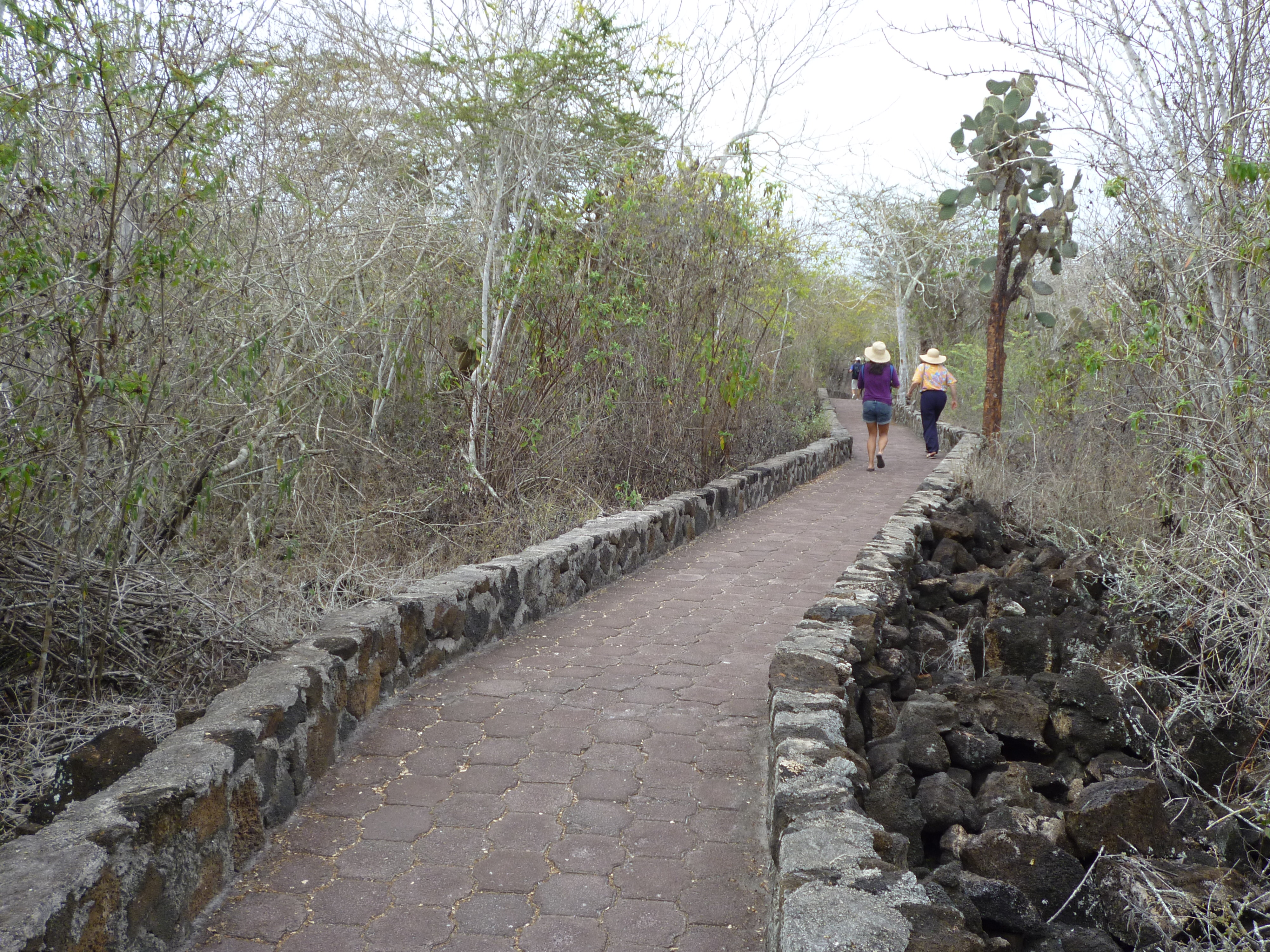
Sentiero di Tortuga Bay, Galapagos
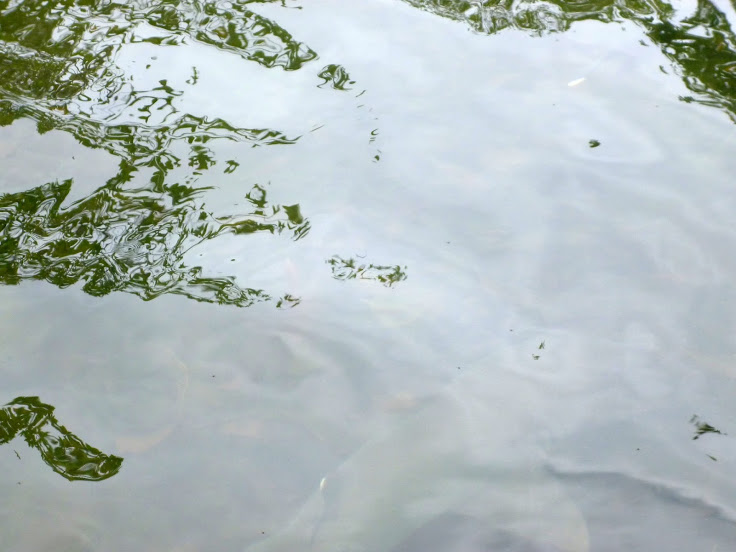
Squalo pinna bianca - Puerto Ayora, Santa Cruz, Galapagos
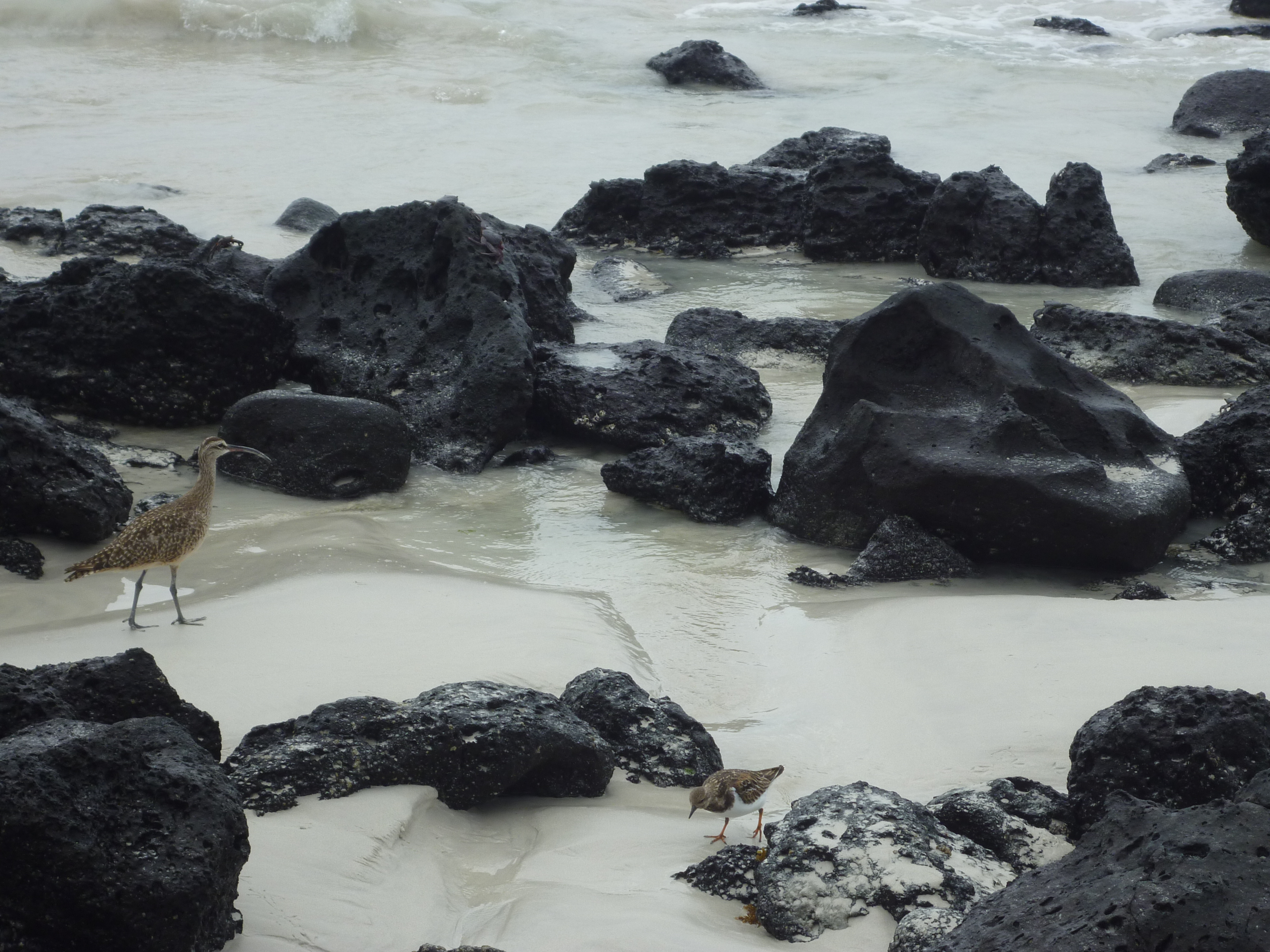
Uccelli Tortuga Bay
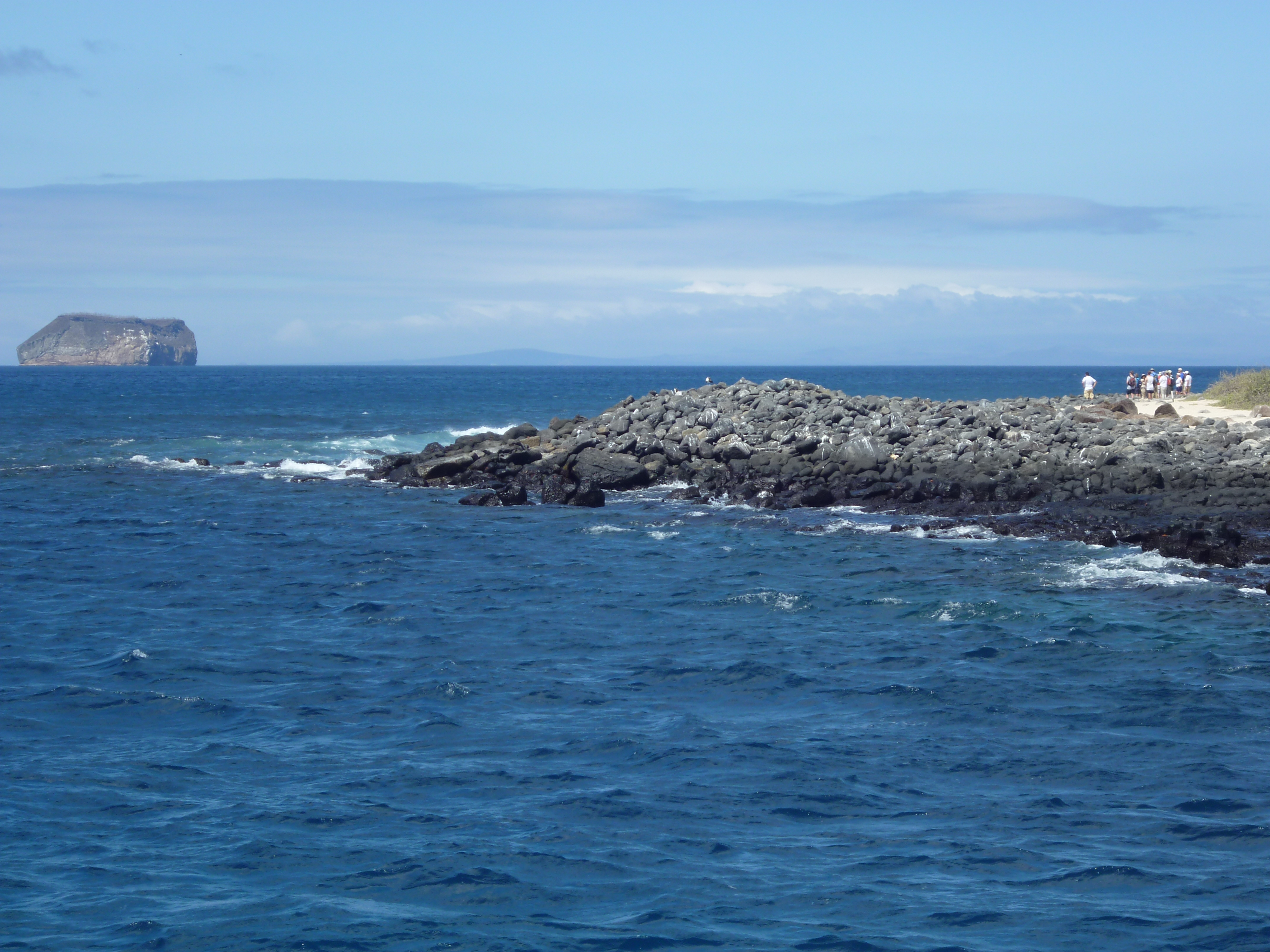
Isola di North Seymour, Daphne Island è in lontananza.
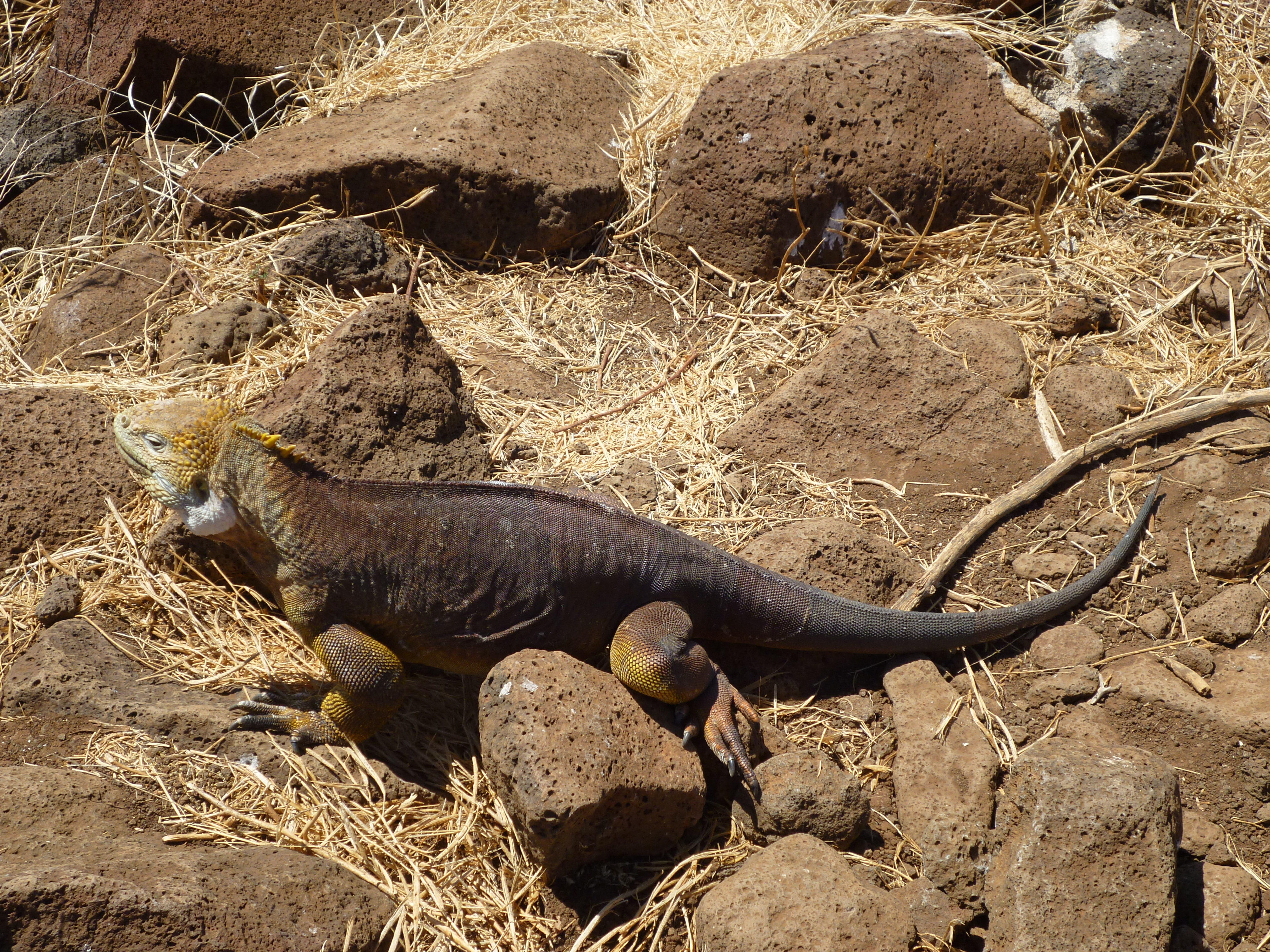
Iguana di terra nell'isola di North Seymour.
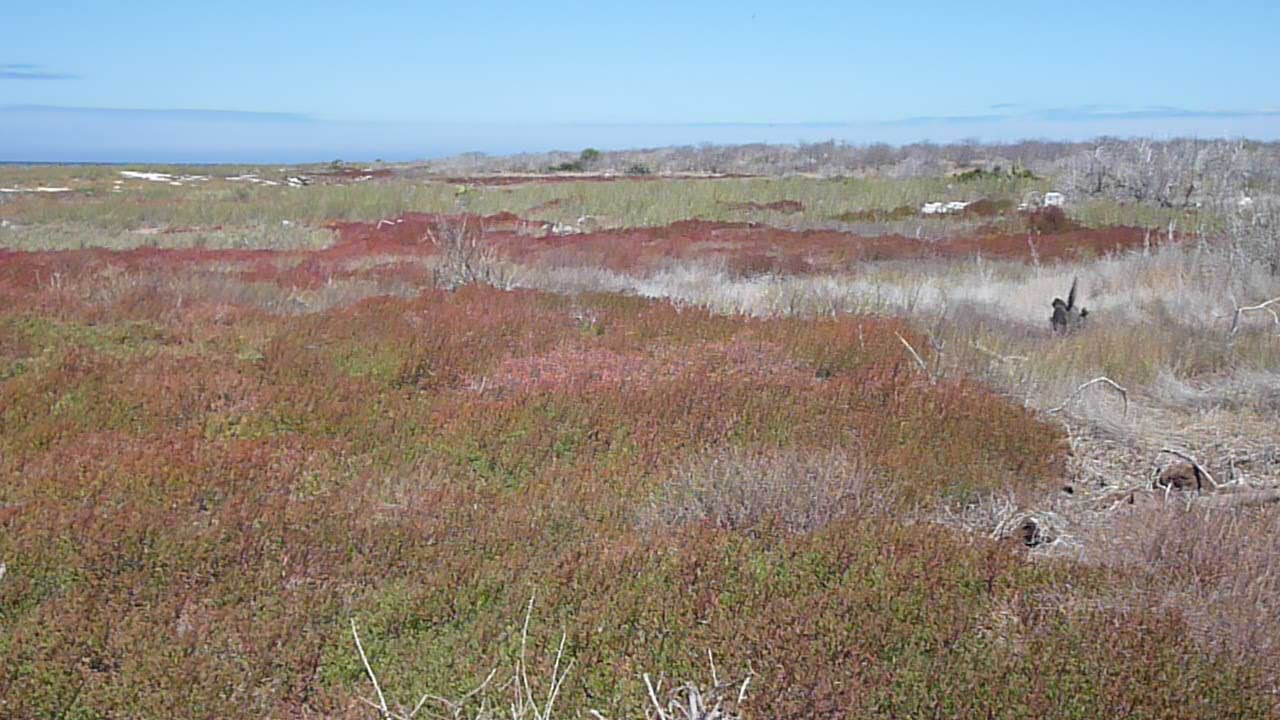
Isola di North Seymour.
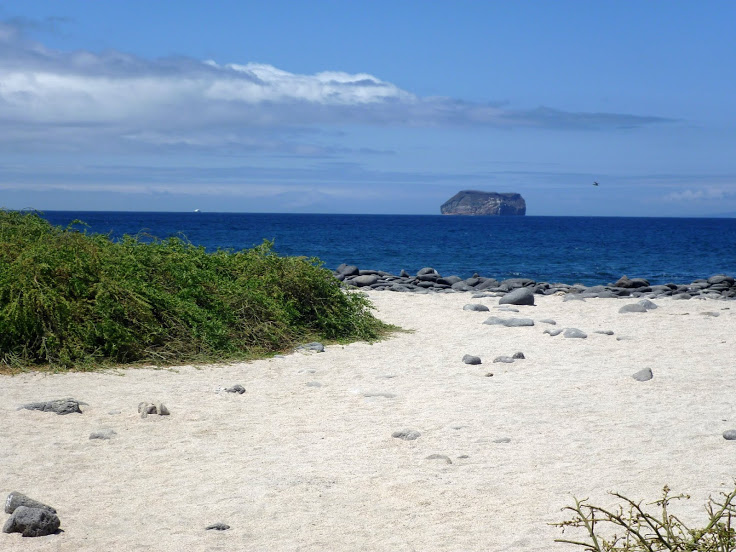
Plage à Isola di North Seymour, Daphne Island è in lontananza.
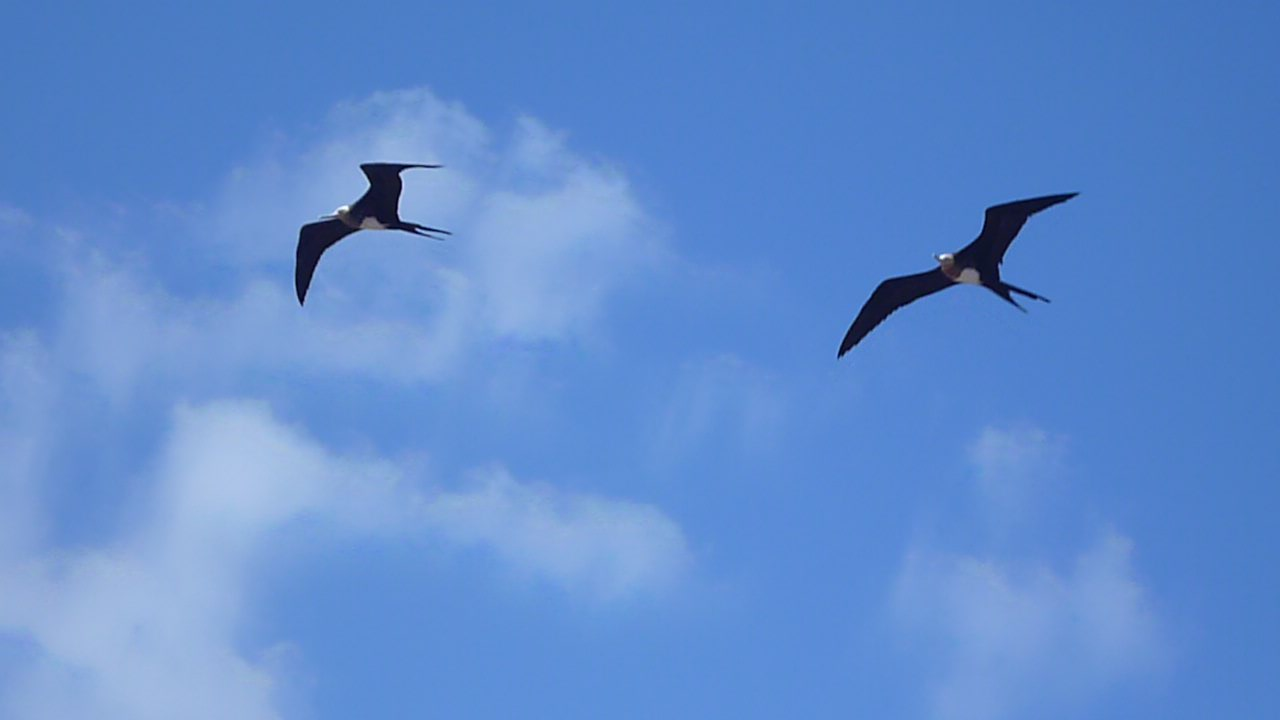
Isla Seymour Norte Fregata (zoologia)
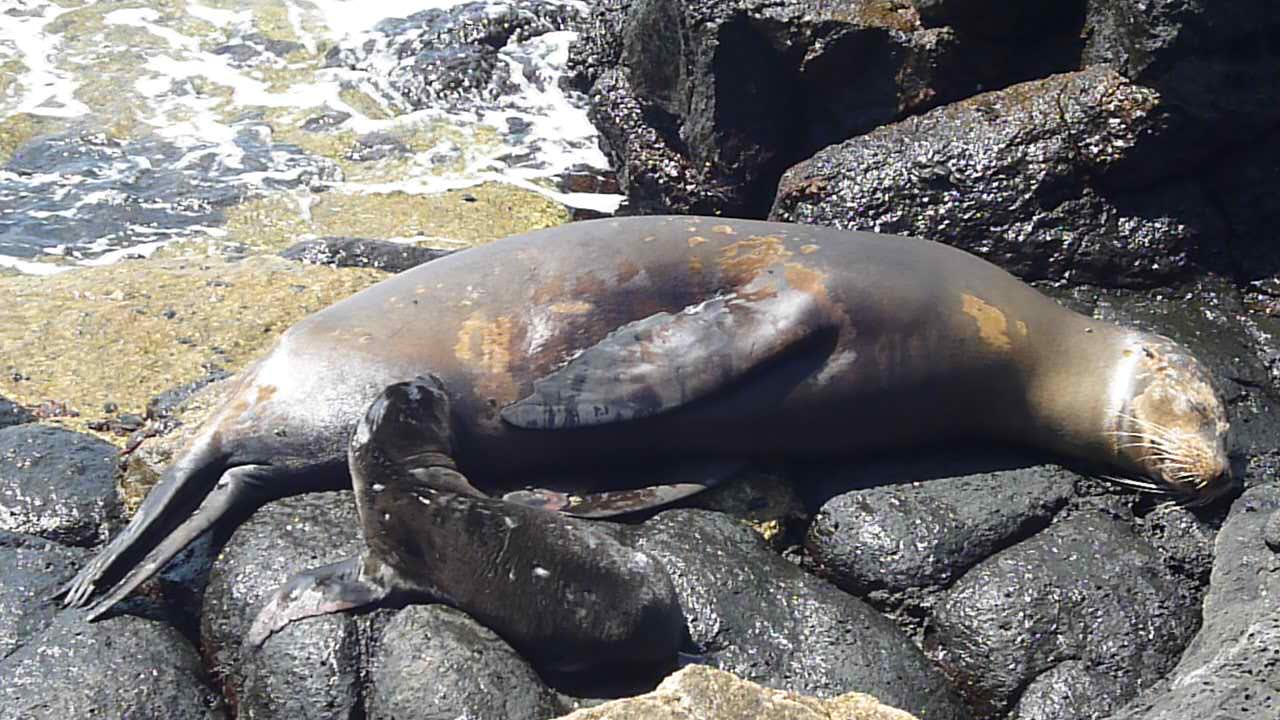
Isla Seymour Norte Leone marino con prole